# Hotel Arizona Biltmore
El Arizona Biltmore Hotel es un resort ubicado cerca de 24th Street y Camelback Road en Phoenix (Estados Unidos). Es parte de los hoteles Waldorf Astoria Hotels and Resorts de Hilton Hotels. Ha sido designado como Phoenix Point of Pride.

## Historia
Warren McArthur, Jr., y su hermano Charles McArthur junto con John McEntee Bowman, el empresario detrás de la cadena Biltmore Hotel, abrieron el Arizona Biltmore el 23 de febrero de 1929.

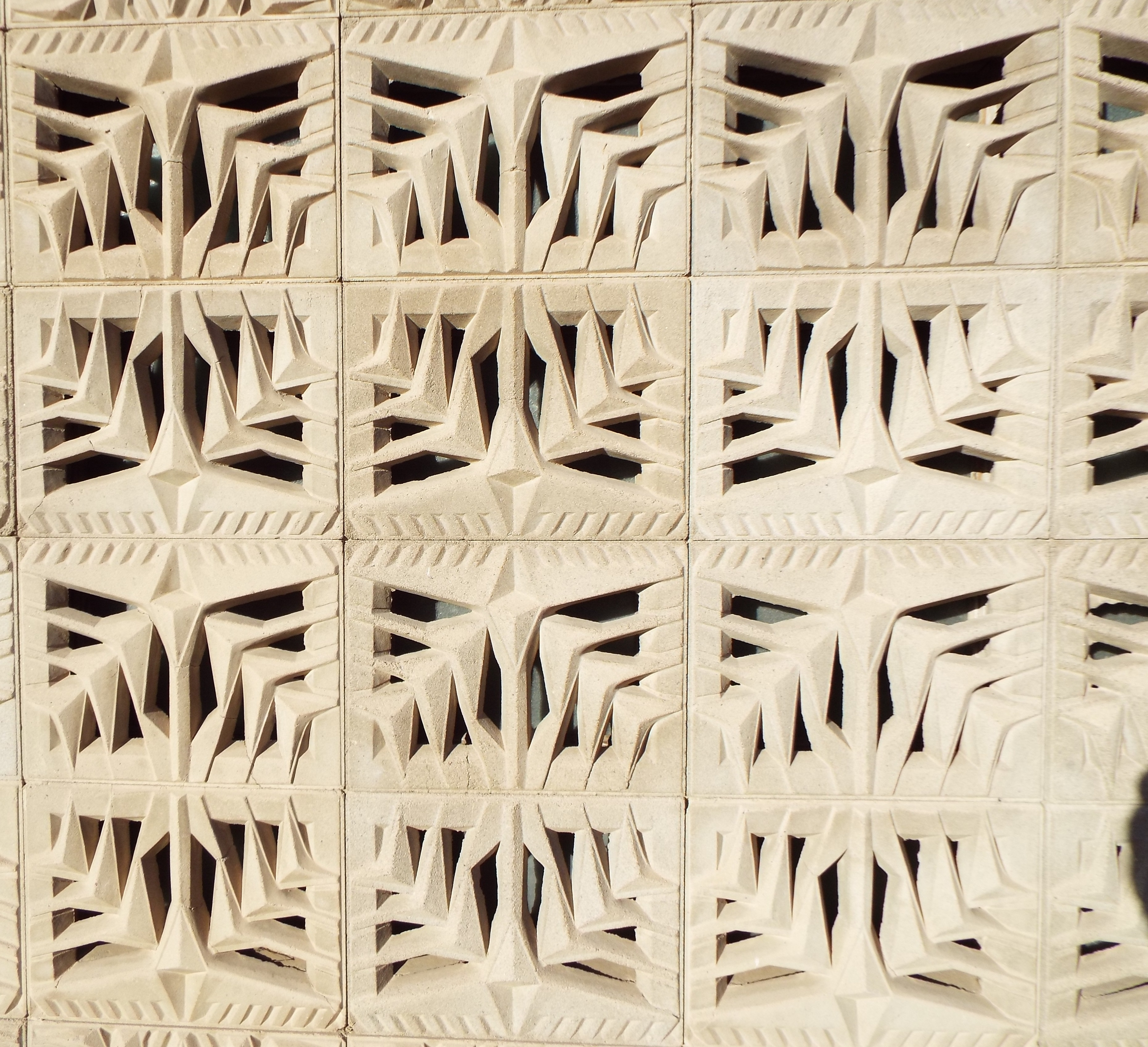
Los estilizados Bloques Biltmore del arquitecto Albert Chase McArthur

El arquitecto del Arizona Biltmore es Albert Chase McArthur (hermano de los propietarios del hotel), pero el diseño a menudo se atribuye erróneamente a Frank Lloyd Wright. Esto se debe a la consultoría in situ de Wright durante cuatro meses en 1928 en relación con la construcción del "Bloque textil" utilizado en el hotel. Albert McArthur había sido dibujante de Wright y le pidió específicamente que lo ayudara a implementar el sistema de bloques textiles, que se convirtió en un elemento característico de la apariencia del hotel. El hotel tiene similitudes con varios edificios de Wright, especialmente en el vestíbulo principal, debido a una fuerte impronta del diseño de bloque de unidades que Wright había utilizado en cuatro edificios residenciales en el área de Los Ángeles seis años antes. McArthur es indiscutiblemente el arquitecto, como atestiguan los dibujos de lino originales del hotel en los archivos de la Biblioteca de la Universidad Estatal de Arizona, al igual que un artículo de 1929 en la revista Architectural Record. Los dos arquitectos son un estudio en contraste con el famoso y franco Wright que es autodidacta y nunca se licenció como arquitecto en Arizona. McArthur, de voz más suave, se formó en Harvard en arquitectura, matemáticas, ingeniería y música. McArthur obtuvo una licencia de arquitecto en Arizona, número 338, en 1925, año en que llegó a Phoenix para comenzar su práctica.
Además de la confusión, las influencias de Frank Lloyd Wright se han agregado a la propiedad a lo largo de los años. Esto incluye un diseño de vitral titulado "Formas de saguaro y flores de cactus" que Wright diseñó como portada de revista para Liberty Magazine en 1926. Fue fabricado por estudiantes de Taliesin e instalado durante la renovación y restauración del hotel en 1973. Alrededor de la propiedad se encuentran reproducciones de las estatuas geométricas de 'sprites' diseñadas originalmente por Wright y esculpidas por Alfonso Iannelli para el proyecto Midway Gardens de 1915 en Chicago. Además, el solárium original del hotel se convirtió en restaurante en 1973 y desde mediados de la década de 1990 lleva el nombre de 'Wright's'. Tres restaurantes en el lugar llevan el nombre de Wright: Wright's at the Biltmore, The Wright Bar y Frank & Albert's.

## Bloques Biltmore
La autoría del diseño del hotel no es una disputa nueva. Wright quería bloques cuadrados en lugar del bloque rectangular matemáticamente proporcionado de McArthur que se utilizó. Los bloques prefabricados que usó McArthur se conocieron como los "Bloques Biltmore". Los bloques tenían un diseño geométrico diverso y se hicieron en el sitio con arena del desierto.
Wright había condenado el uso del sistema de bloques por parte de McArthur y se atribuyó públicamente el mérito del diseño del edificio. No obstante, Wright emitió una carta cuidadosamente redactada en 1930 que se publicó en The Architectural Record (citado en Many Masks de Brendan Gill):

Todo lo que he hecho en relación con la construcción del Arizona Biltmore, cerca de Phoenix, lo he hecho por el propio Albert McArthur a petición suya y de nadie más. Albert McArthur es el arquitecto de ese edificio – todos los intentos de quitarle el crédito por esa actuación son gratuitos y fuera de lugar. Si no hubiera sido por él, Phoenix no habría tenido nada como el Biltmore, y espero que pueda darle a Phoenix muchos más edificios hermosos como creo que él es completamente capaz de hacer.

## Sala de Historia
La Sala de Historia de Biltmore está ubicada en el tercer piso. En la sala hay exhibiciones no solo de artefactos históricos relacionados con la historia del hotel, sino también de los primeros muebles que alguna vez se usaron. Entre los artefactos históricos en exhibición se encuentra una llave de madera que Scenic Airways dejó caer en el techo del salón de baile el 23 de febrero de 1929, el día de la inauguración del hotel. La llave está expuesta encima de la chimenea de la habitación.

## Sala del misterio

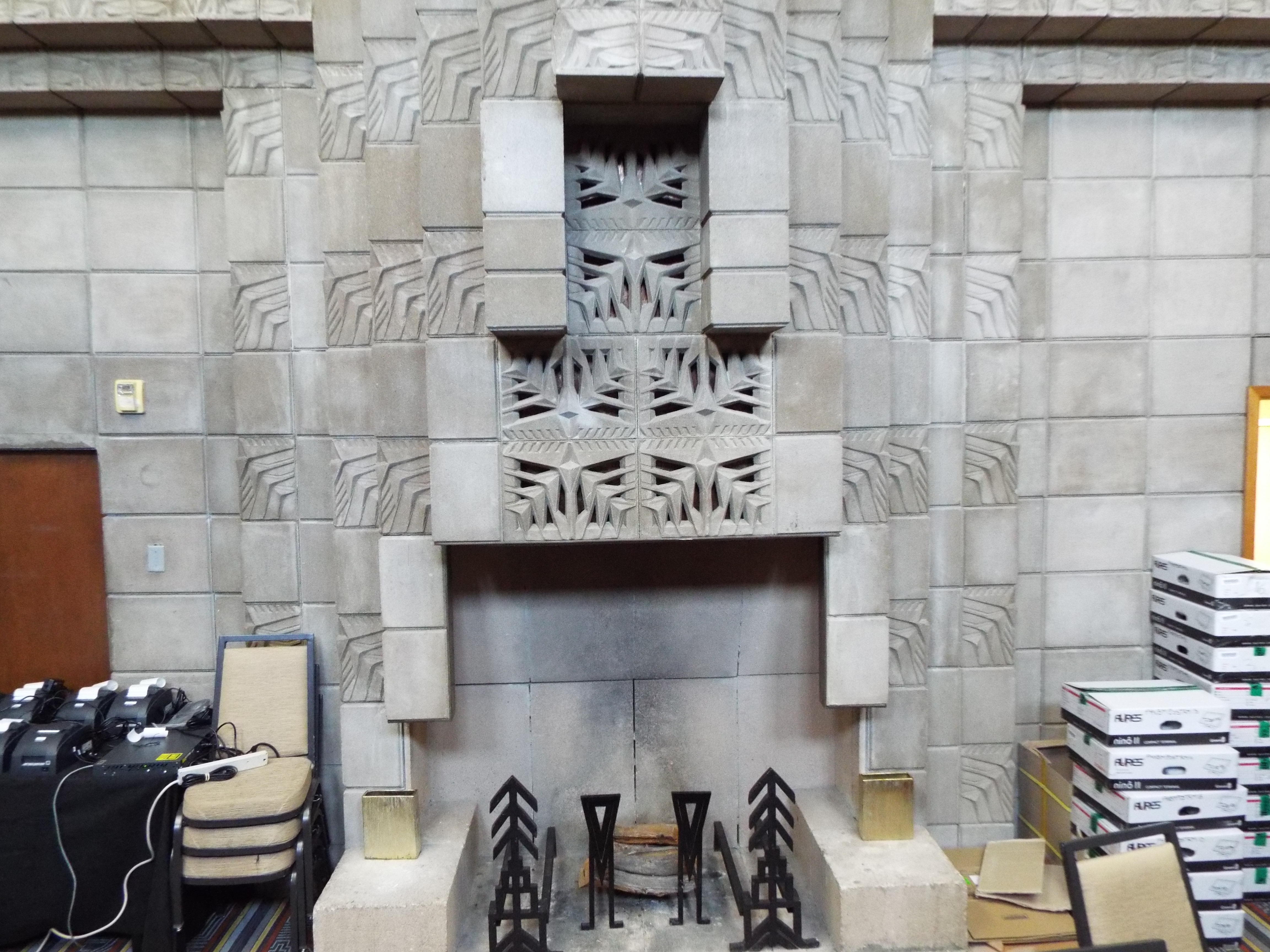
Chimenea dentro de la Sala Misteriosa

En el segundo piso del hotel había una habitación conocida como Mystery Room. Se llamaba el "Salón de fumadores de hombres" donde supuestamente los hombres que eran invitados iban a fumar puros. Esto fue durante los días de la Prohibición y el nombre de la sala era un disfraz porque su verdadera función en la noche era la de un bar clandestino. Solo los invitados que conocían la contraseña secreta podían entrar. En la sala había una barra detrás de una librería giratoria donde se servían las bebidas alcohólicas ilegales. El hotel colocó un faro (foco) en la parte superior del hotel cuyo propósito oficial era alertar a los huéspedes del bar clandestino en caso de que llegara la policía para allanar el lugar. Un empleado del hotel estaría apostado en el techo y, si veía algún coche de policía, encendería el foco en el tragaluz de la Sala del Misterio. Cuando los invitados en la habitación veían la luz, regresaban a sus habitaciones a través de pasadizos secretos. Lo que ahora es una puerta de entrada a la habitación solía ser una puerta de salida detrás de una pared sellada del resto del pasillo para que la policía no viera salir a los invitados. Los actores Clark Gable y Carole Lombard a menudo se quedaban en la habitación 1201 (ahora conocida como la habitación Clark Gable), que estaba justo al lado de Mystery Room. Su habitación tenía un pasadizo secreto a la Habitación del Misterio. La sala ahora se utiliza para reuniones y conferencias.

## Sala Dorada
Clark Gable y sus amigos solían cenar en el Gold Room. El salón de baile de 7,000 pies cuadrados podría acomodar a 480 invitados. La Sala Dorada, con el techo de pan de oro, fue el comedor original del Biltmore. Presentaba baile y una orquesta en vivo todas las noches. El techo y las ventanas de pan de oro son de la estructura original. Hay dos murales en las paredes: "Legend of the Sun" y "Warrior Twins" de Maynard Dixon (un artista estadounidense del siglo XX cuya obra se centró en el oeste americano) que se realizaron en lino belga.

## Sala Azteca
La Sala Azteca fue el salón de baile original del Biltmore. La sala de 260 m² tiene un techo de pan de oro y vigas de cobre. Frank Lloyd Wright jugó un papel decisivo en el diseño de la sala, que tuvo pocos o ningún ajuste.

## William Wrigley Jr. se convierte en propietario total
En 1930, los McArthur (los propietarios) perdieron el control de la propiedad ante uno de sus principales inversores, William Wrigley Jr., quien se convirtió en propietario total. La cercana Mansión Wrigley se construyó en 1931 y ahora funciona como un club privado con membresías desde 15 dólares al año.

## Creación del 'tequila sunrise'

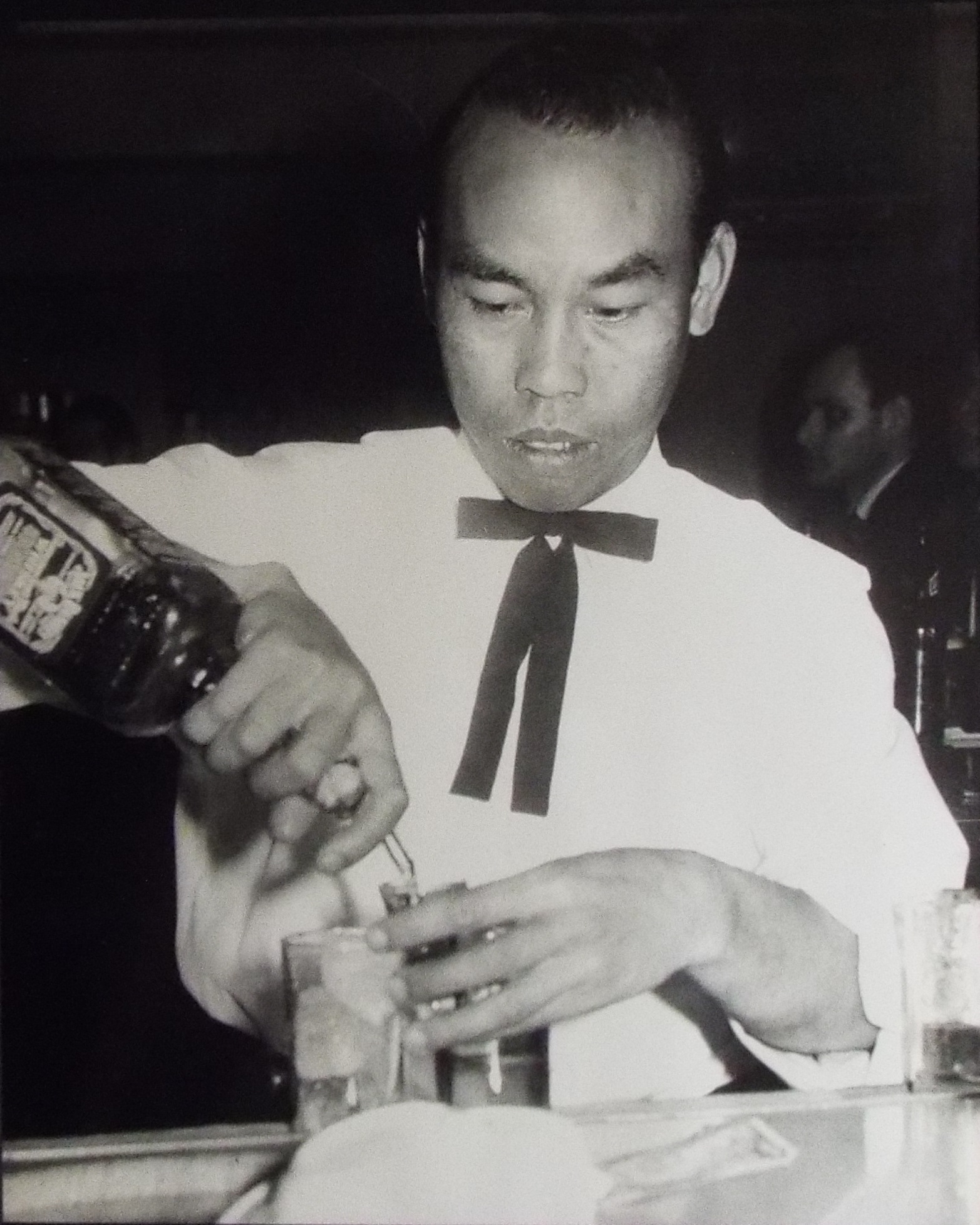
El Tequila Sunrise fue inventado a fines de la década de 1930 por el cantinero Gene Sulit

El Tequila Sunrise es un cóctel alcohólico cuyos ingredientes incluyen tequila Hornitos Plata, Crème de Cassis, jugo de limón recién exprimido y Club Soda. Fue inventado a fines de la década de 1930 por el cantinero Gene Sulit. Sulit estaba atendiendo a los clientes en el bar "Wright" del hotel cuando un cliente en particular le preguntó a Sulit si podía pensar en una nueva bebida para disfrutar junto a la piscina. Sulit mezcló los ingredientes mencionados anteriormente y la bebida se conoció como Biltmore Tequila Sunrise.

## Piscina Catalina
En 1940, se abrieron las áreas Catalina Pool, también conocida como Marilyn Monroe's Pool y Cowboy Bunkhouse. Estos se convertirían en las áreas favoritas de las celebridades de Hollywood. La piscina Catalina era la favorita de Marilyn Monroe y a menudo se la veía alrededor del área de la piscina tomando el sol. La piscina de Catalina supuestamente es donde Irving Berlin escribió la icónica canción "White Christmas". Martha Raye fue fotografiada jugando al ajedrez en un gran tablero de ajedrez alrededor de la casa Cowboy.
El 4 de marzo de 1952, Ronald y Nancy Reagan se casaron y pasaron su luna de miel en el resort. Su cabaña favorita en el resort era la cabaña I.

## Incendio
En 1970, la familia Wrigley vendió el hotel a la familia Talley. 1973 casi significó la ruina para el hotel: un gran incendio estalló el 21 de junio, destruyendo los interiores de gran parte de los pisos 3 y 4 y tremendos daños por agua en el segundo piso y en la planta baja. Los investigadores descubrieron que un arco de un soldador que instalaba un sistema de rociadores había iniciado el incendio. Treinta y cinco (35) camiones de bomberos y ciento cincuenta (150) bomberos respondieron al incendio de 6 alarmas que resultó en 2,5 millones de dólares en daños.
Los nuevos propietarios anunciaron de inmediato que este famoso hotel sería reconstruido en 90 días y abierto según lo programado para su temporada regular de invierno la última semana de septiembre de 1973. La pronta reconstrucción incluyó nuevas alfombras diseñadas a la medida en todo el hotel, nuevos muebles para las habitaciones y áreas públicas, nuevos equipos de cocina en el restaurante e interiores públicos renovados en todo el hotel. "Saguaros", un diseño de Wright para la portada de la revista Liberty, fue fabricado por estudiantes de Taliesin durante la remodelación del hotel y se instaló en el vestíbulo. Se emplearon tres equipos separados durante todo el día. En las primeras horas antes del día de la inauguración, se colocaron las alfombras finales y se cumplió con la fecha límite por parte de una sociedad del propietario, Talley Industries, el contratista general, J. R. Porter Construction Co., y el arquitecto, Taliesin Associated Architects.

## Cambio de propiedad

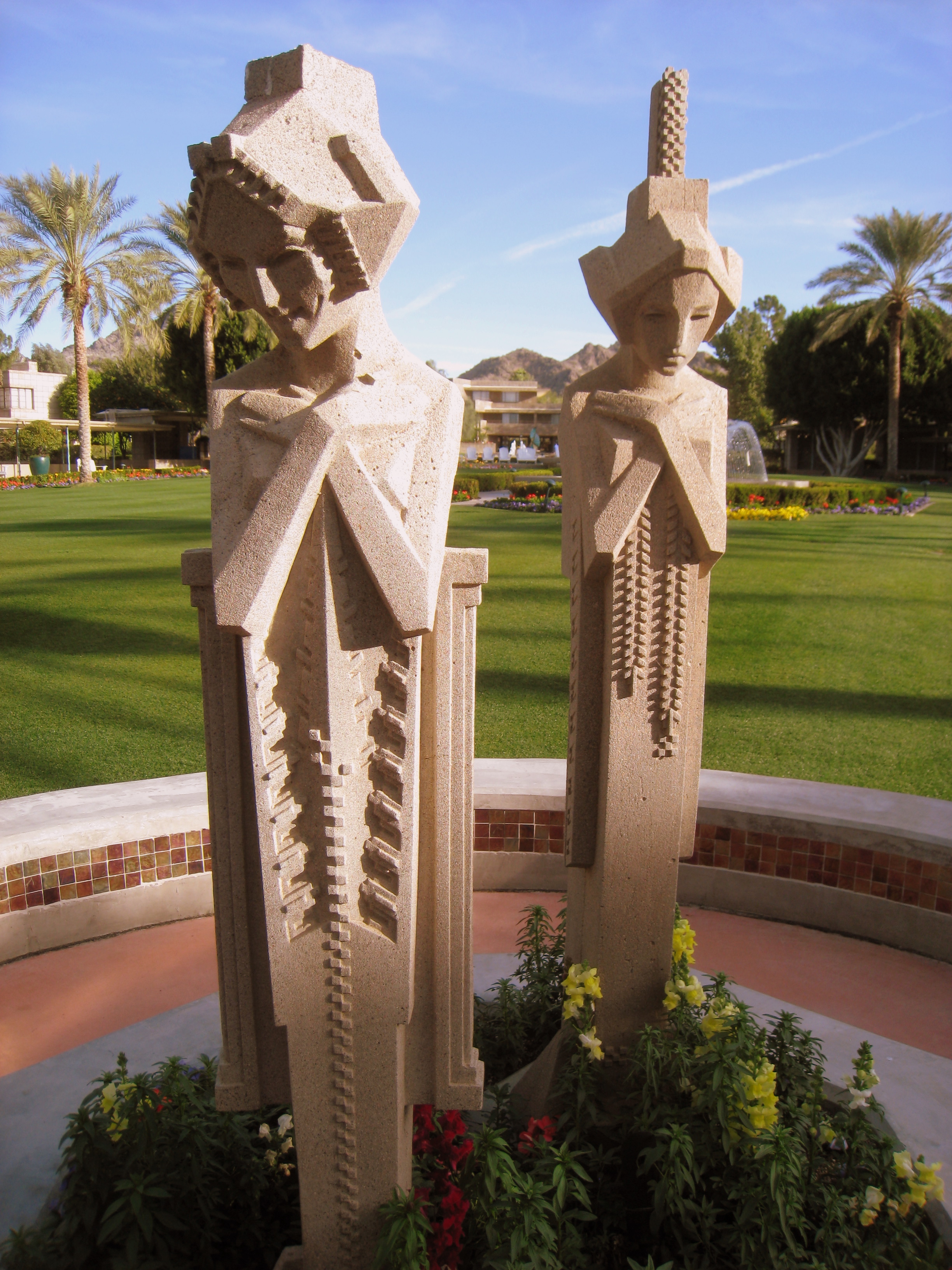
Réplicas de los sprites de Midway Gardens en el Arizona Biltmore

En 1979, el hotel pasó a manos de Rostland Corporation. En 1983, se convirtió en una propiedad de Leper DBL Biltmore Association, y en 1992 se volvió a vender a Grossman Properties. Se abrió un spa en 1998.
En julio de 1999, Florida Panther Holdings, Inc. adquirió la propiedad de Grossman Company Properties por 228,5 millones de dólares (126 millones en efectivo, 100 millones en acciones de Florida Panther y 62,5 de deuda). Además, en 1999 Florida Panther Holdings, Inc. cambió su nombre a Boca Resorts, Inc. En ese momento, Florida Panthers Holdings, Inc. también era propietaria de Boca Raton Resort & Club, Registry Resort, Edgewater Beach Hotel, Hyatt Regency Pier 66 Resort and Marina, Radisson Bahia Mar Resort and Yachting Center y Grande Oaks Golf Club.. La compañía también era propietaria del Florida Panthers Hockey Club y tenía intereses en las operaciones del National Car Rental Center ubicado en Sunrise, Florida y el Miami Arena.
En diciembre de 2000, Boca Resorts, Inc. vendió el hotel por 335 millones de dólares a KSL Recreation, Inc. KSL retuvo el hotel hasta abril de 2004, cuando se vendió al REIT con sede en Orlando, Florida, CNL Hotels & Resorts como parte de la adquisición corporativa de seis de los siete activos de KSL. CNL se vendió a Morgan Stanley en 2007. En 2011, prestamistas como Paulson & Co., Winthrop Realty Trust y Capital Trust ejecutaron la hipoteca de 8 de los antiguos hoteles CNL. En 2013, los propietarios llegaron a un acuerdo para vender Biltmore y otras tres propiedades a la Corporación de Inversiones del Gobierno de Singapur. Hilton lo opera como miembro de la Colección Waldorf-Astoria.

## Otros eventos notables
En 2004, mientras hacía una parada de campaña en Arizona, el presidente de Estados Unidos, George W. Bush, durmió allí, bajo estrictas medidas de seguridad. Más de 200 policías, agentes del Servicio Secreto y perros detectores de bombas estaban presentes.
En 2009, el Arizona Biltmore marcó su 80 aniversario con dos adiciones que reforzaron la historia y el legado arquitectónico del complejo. Ocatilla en Arizona Biltmore, una adición de 120 habitaciones que ofrece los servicios para huéspedes más mejorados del resort, muchas comodidades de cortesía, alojamiento tipo club y una decoración inspirada en Wright, recibió su nombre de un complejo que Wright construyó en South Mountains de Phoenix para servir como su lugar de trabajo aislado e inspirador. Un nuevo restaurante, Frank & Albert's, se inspiró y recibió el nombre de Wright y McArthur. Se creó un menú con clásicos estadounidenses con un toque de Arizona, que refleja las influencias duales de los dos arquitectos.
El Arizona Biltmore fue designado como Phoenix Point of Pride y fue incluido en el Registro de propiedades históricas de Phoenix en julio de 2009.

## Elecciones presidenciales de 2008
El 4 de noviembre de 2008, la campaña de McCain/Palin celebró su fiesta final en el hotel. El senador John McCain, el candidato republicano a la presidencia, admitió la derrota. Algunos seguidores vieron el discurso de McCain a través de un circuito cerrado de televisión desde el salón de baile. El exgobernador de Luisiana Buddy Roemer actuó como maestro de ceremonias de la noche en el salón de baile.

## Galería

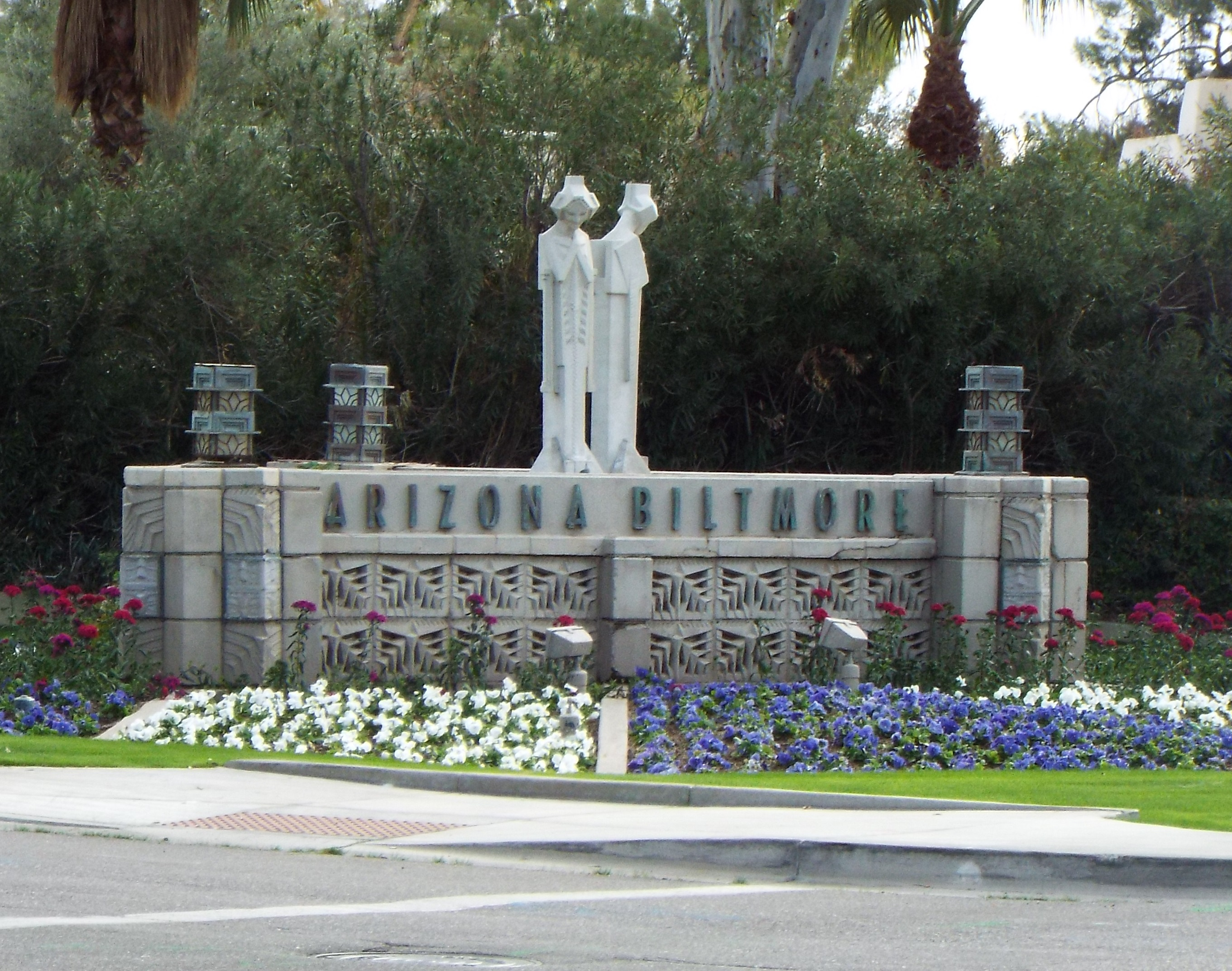
Entrada de la calle del hotel
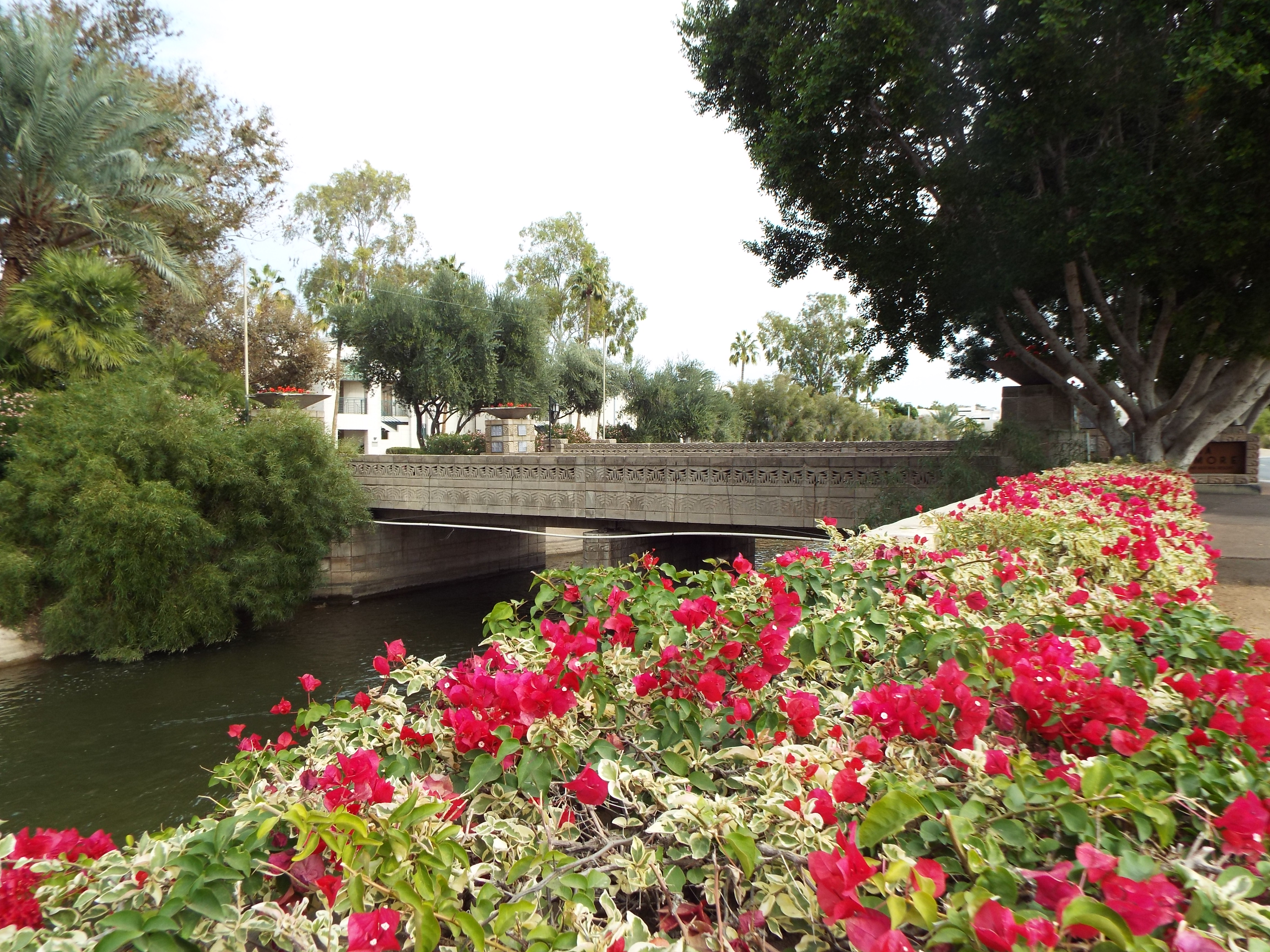
Puente del hotel
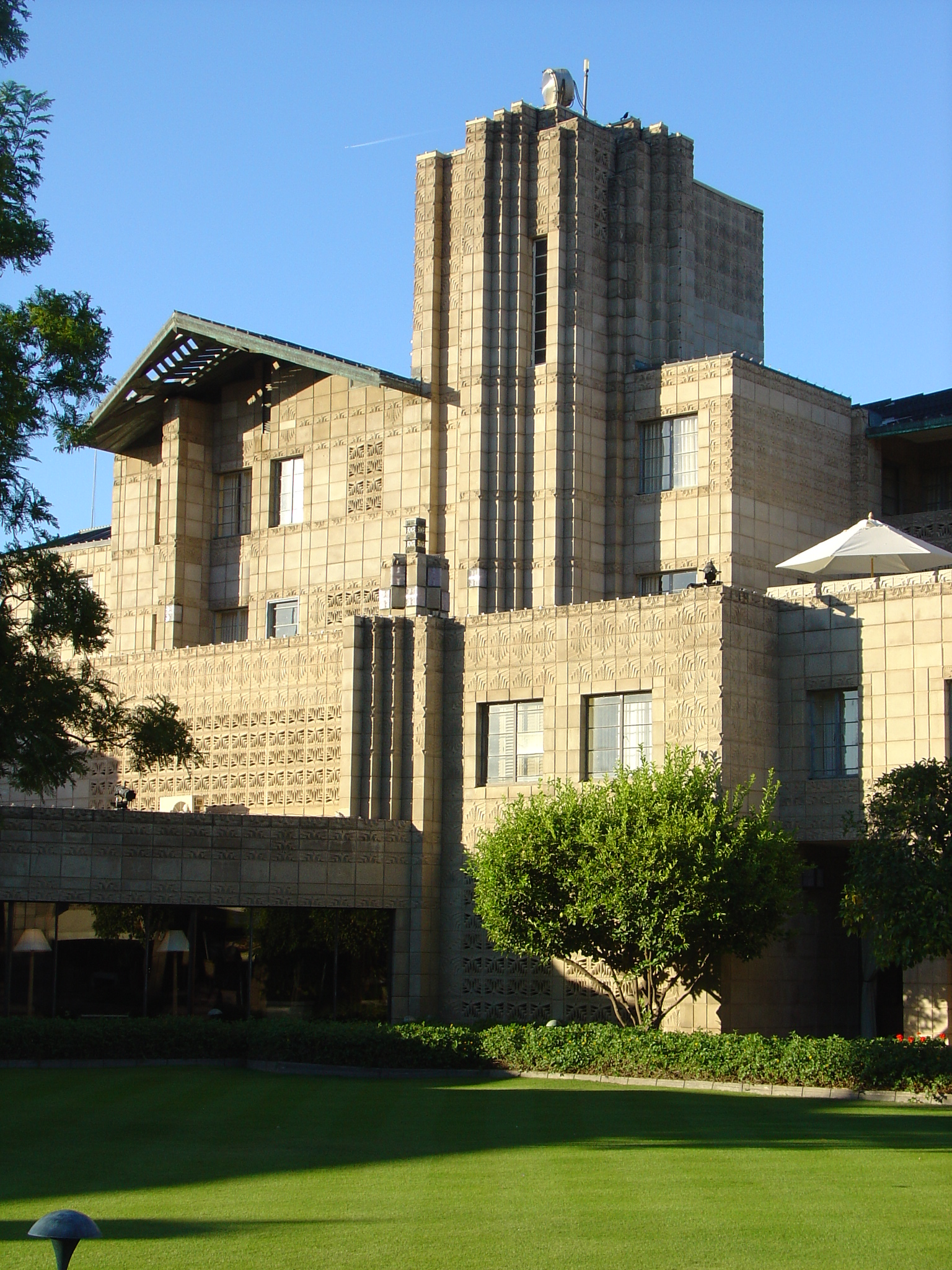
El Hotel
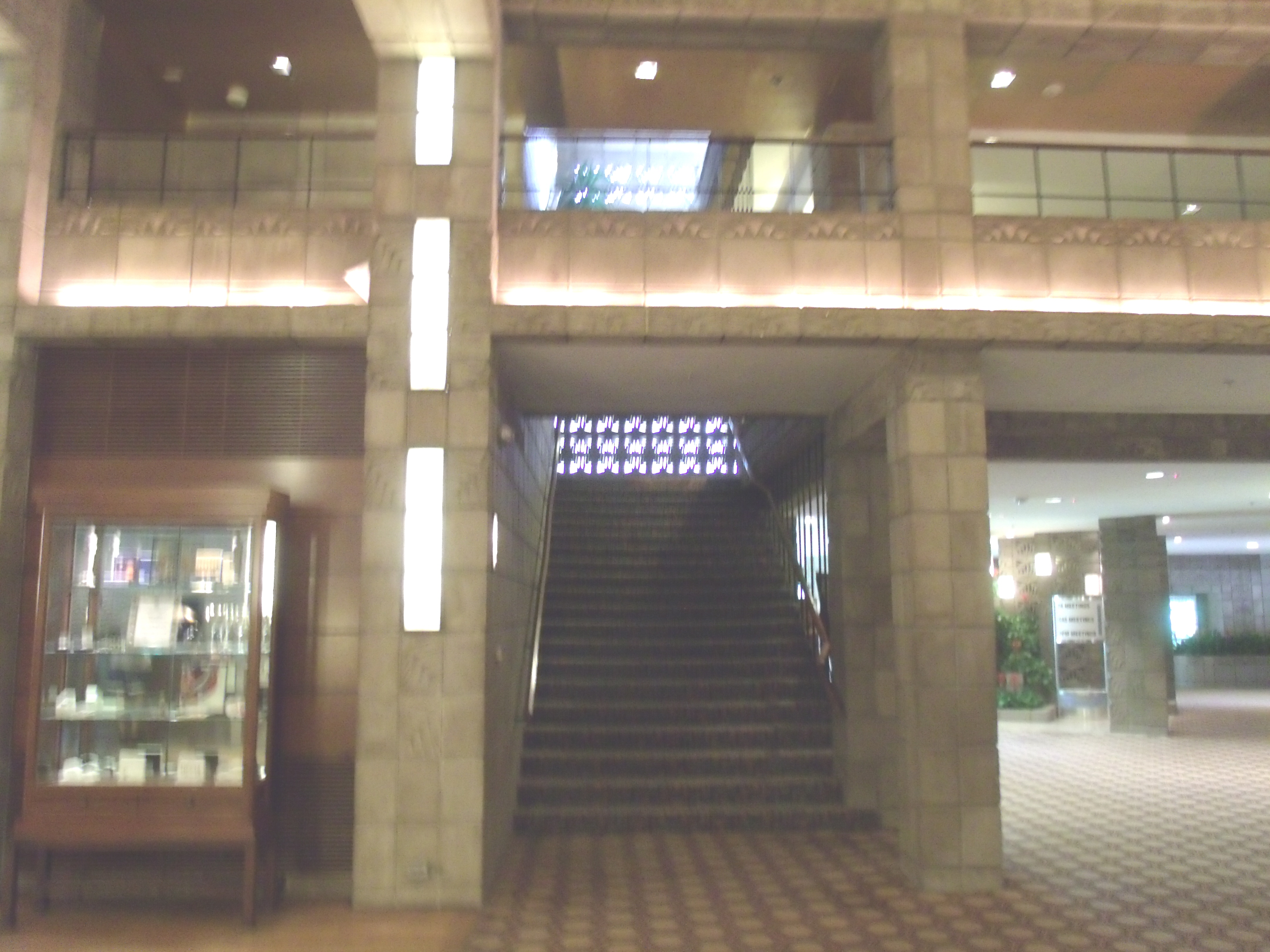
Vista interior de la entrada principal del hotel
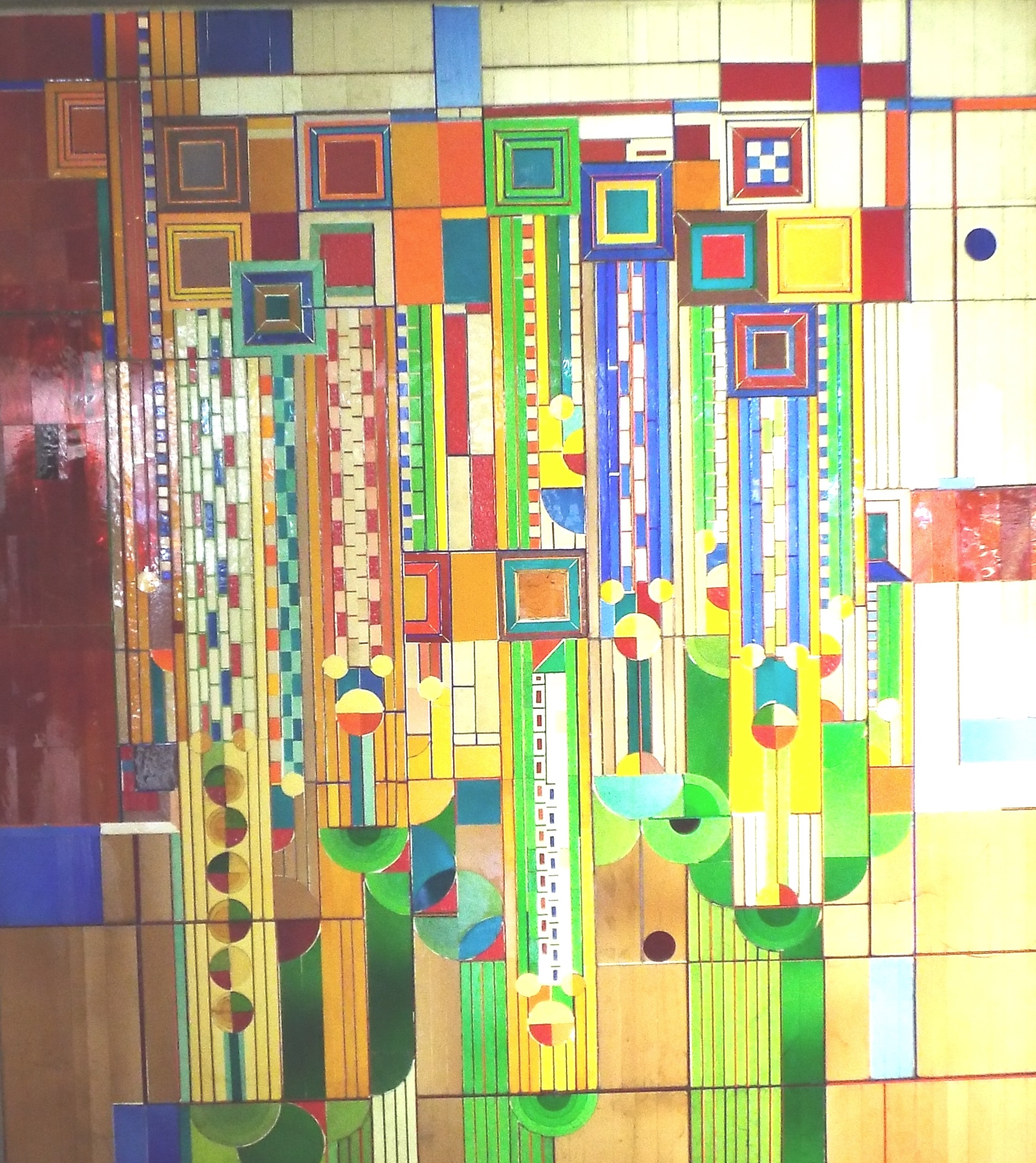
Saguaro de Frank Lloyd Wright en el vestíbulo
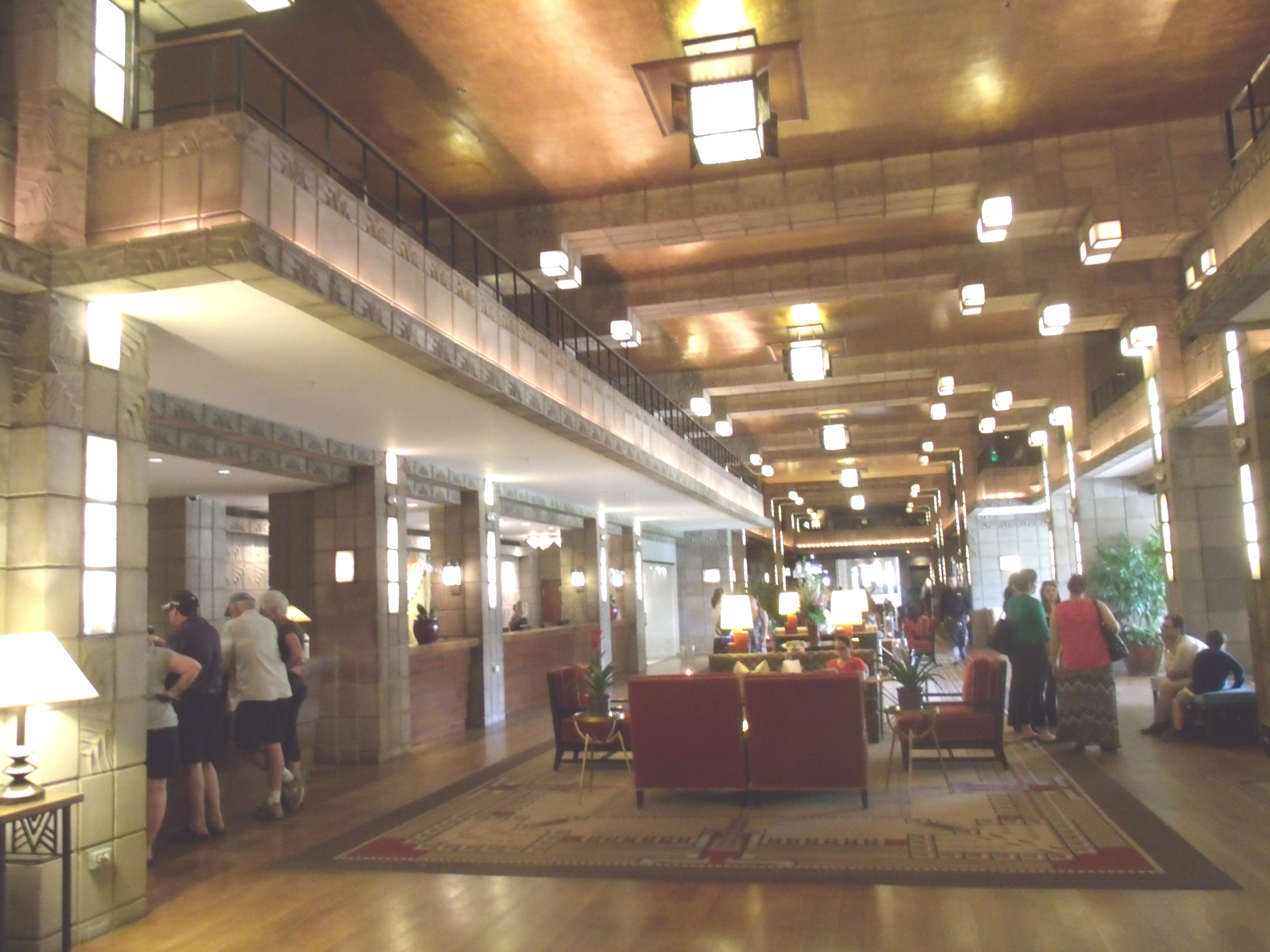
El vestíbulo
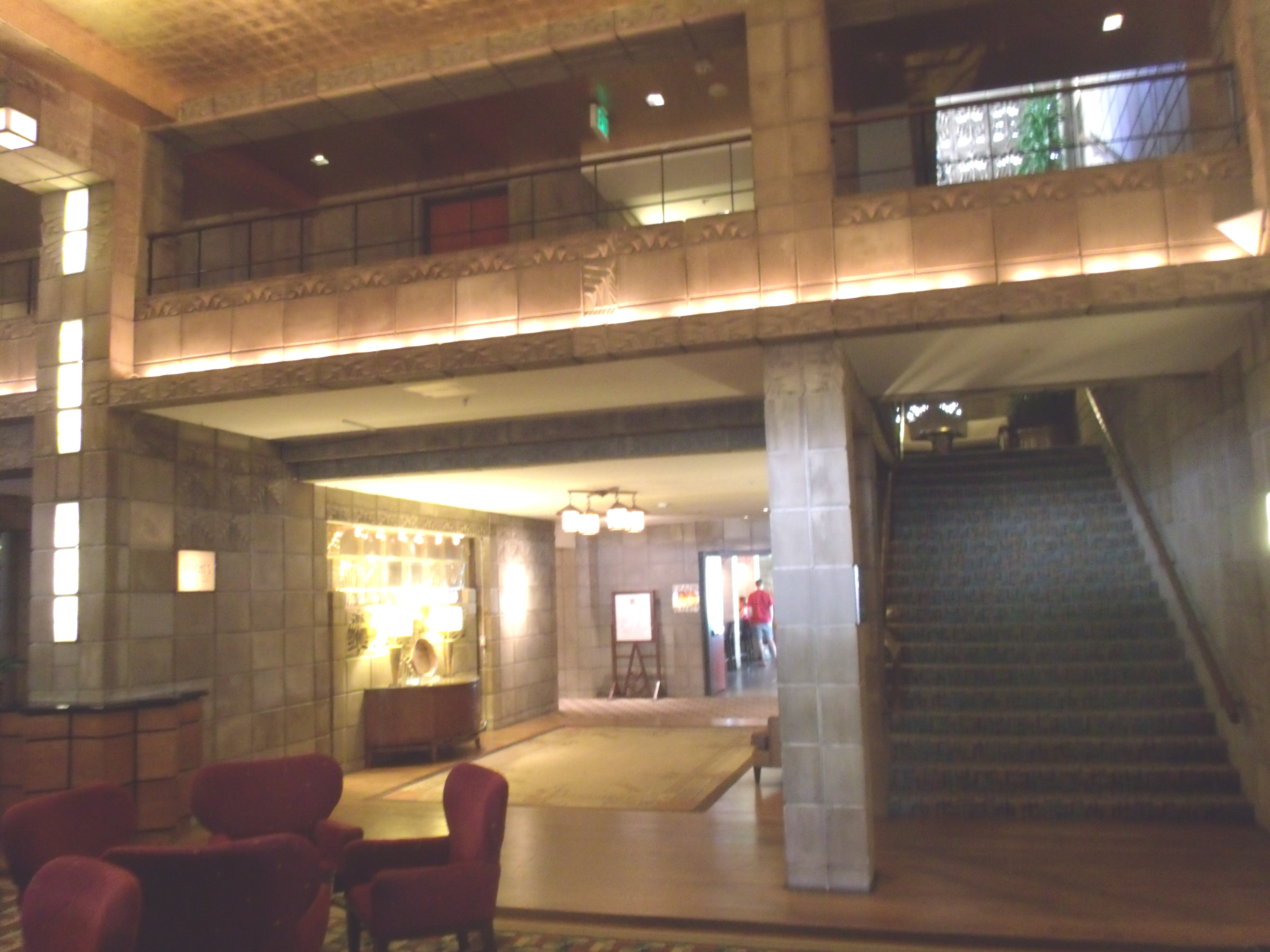
Paradise Wing, construida en 1929 y ubicada en 2400 Missouri Ave.
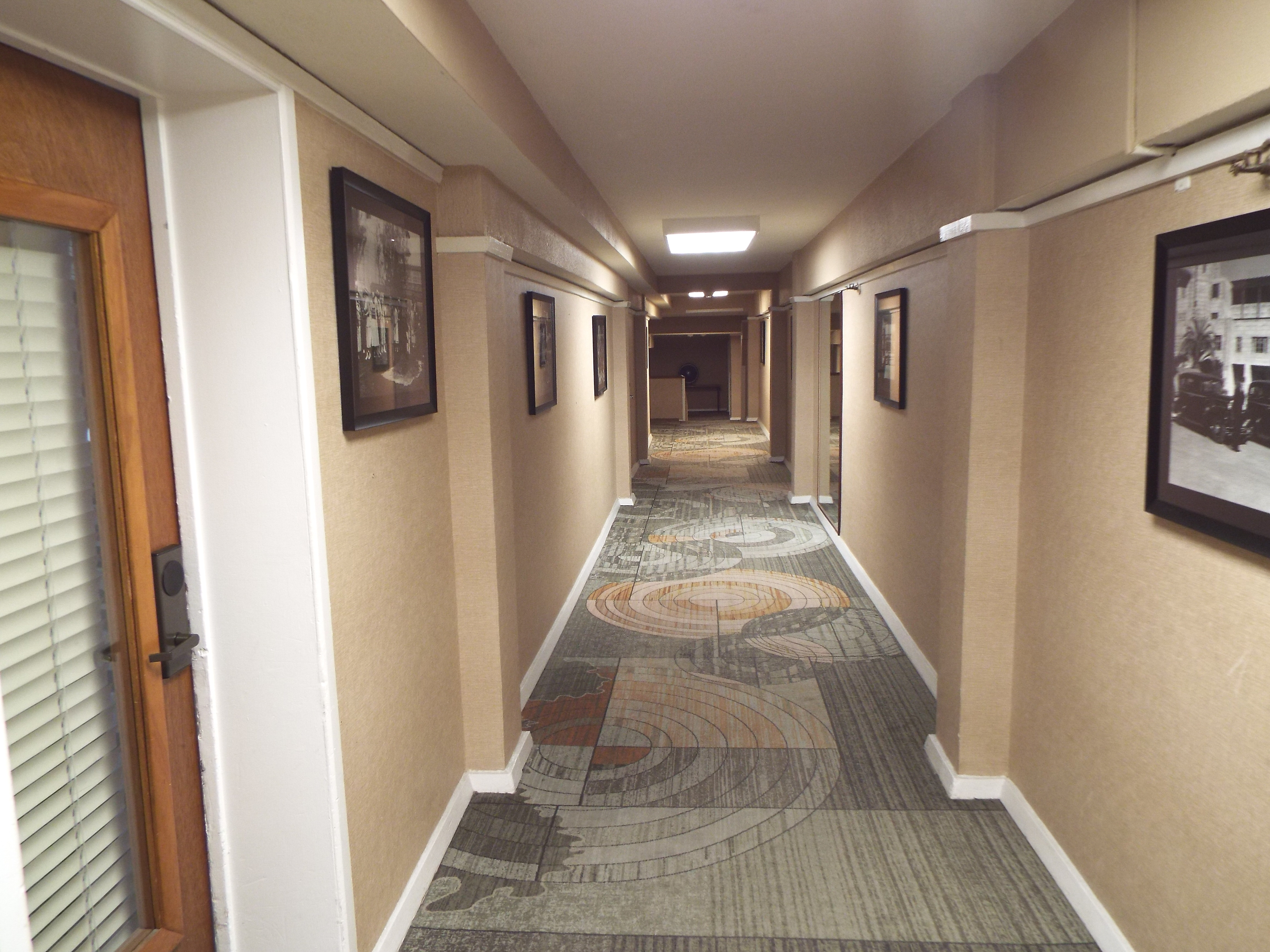
Pasaje secreto de Mystery Room
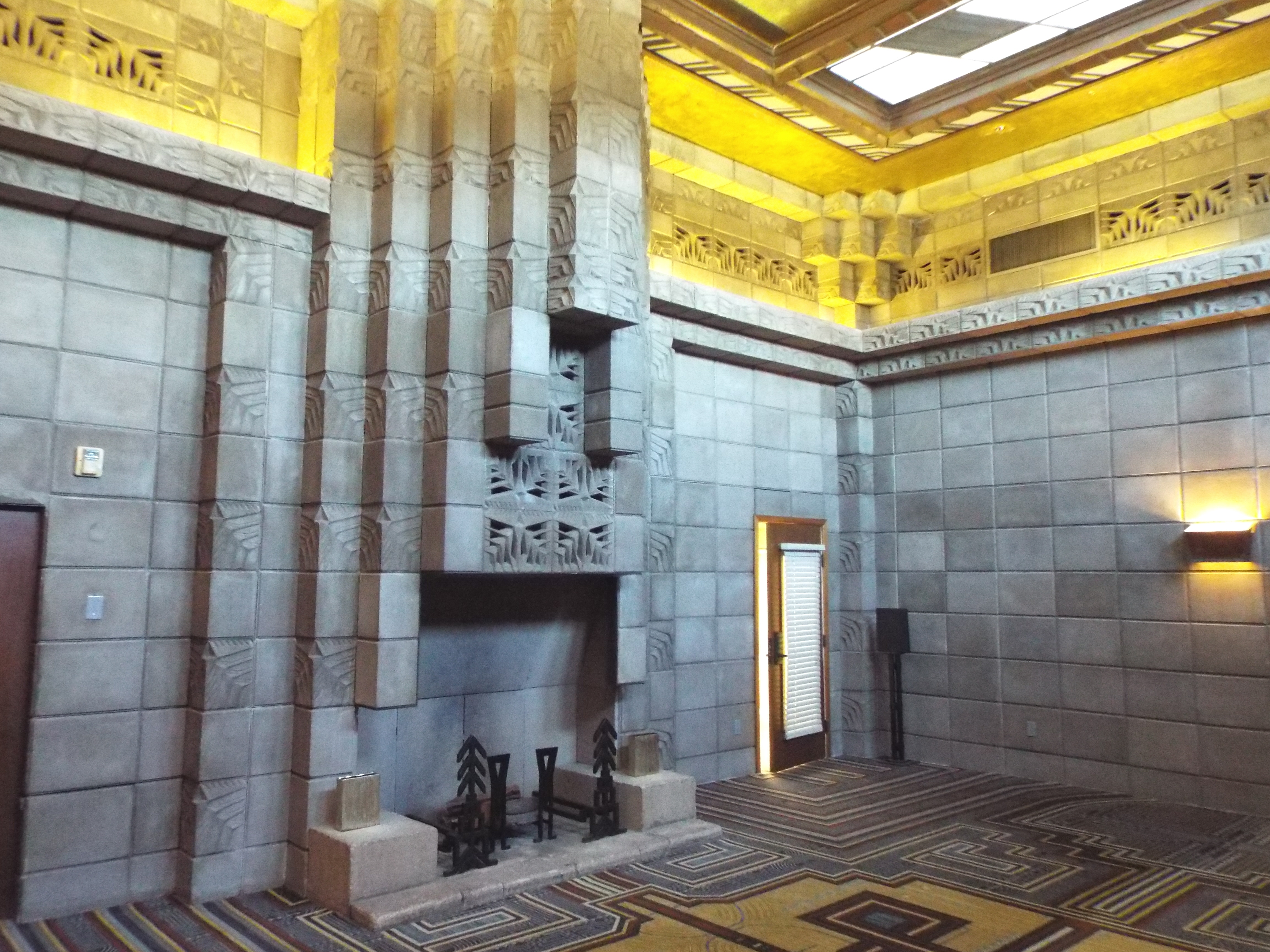
Dentro de la Mistery Room
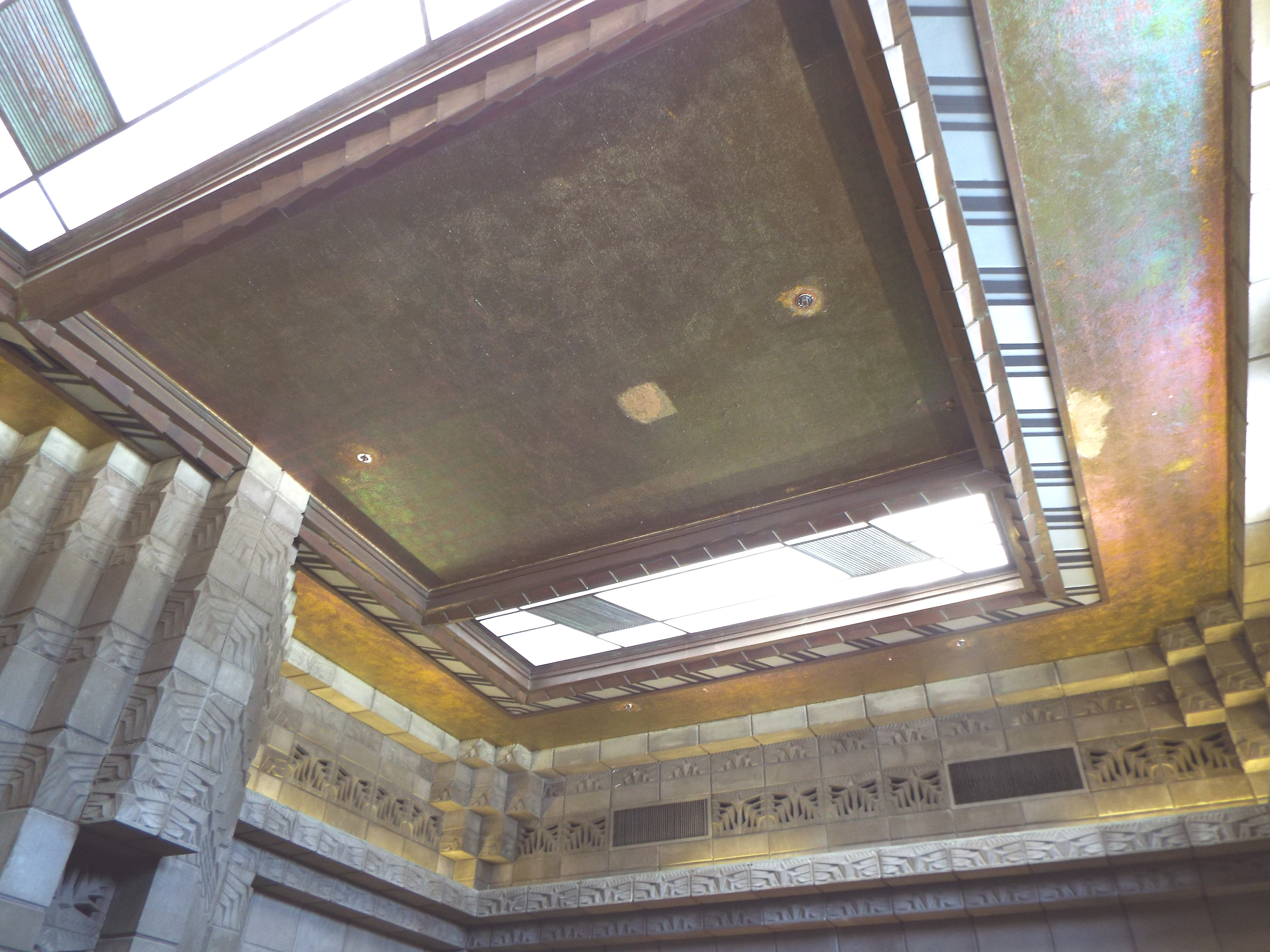
Techo de vidrieras en la Sala del Misterio
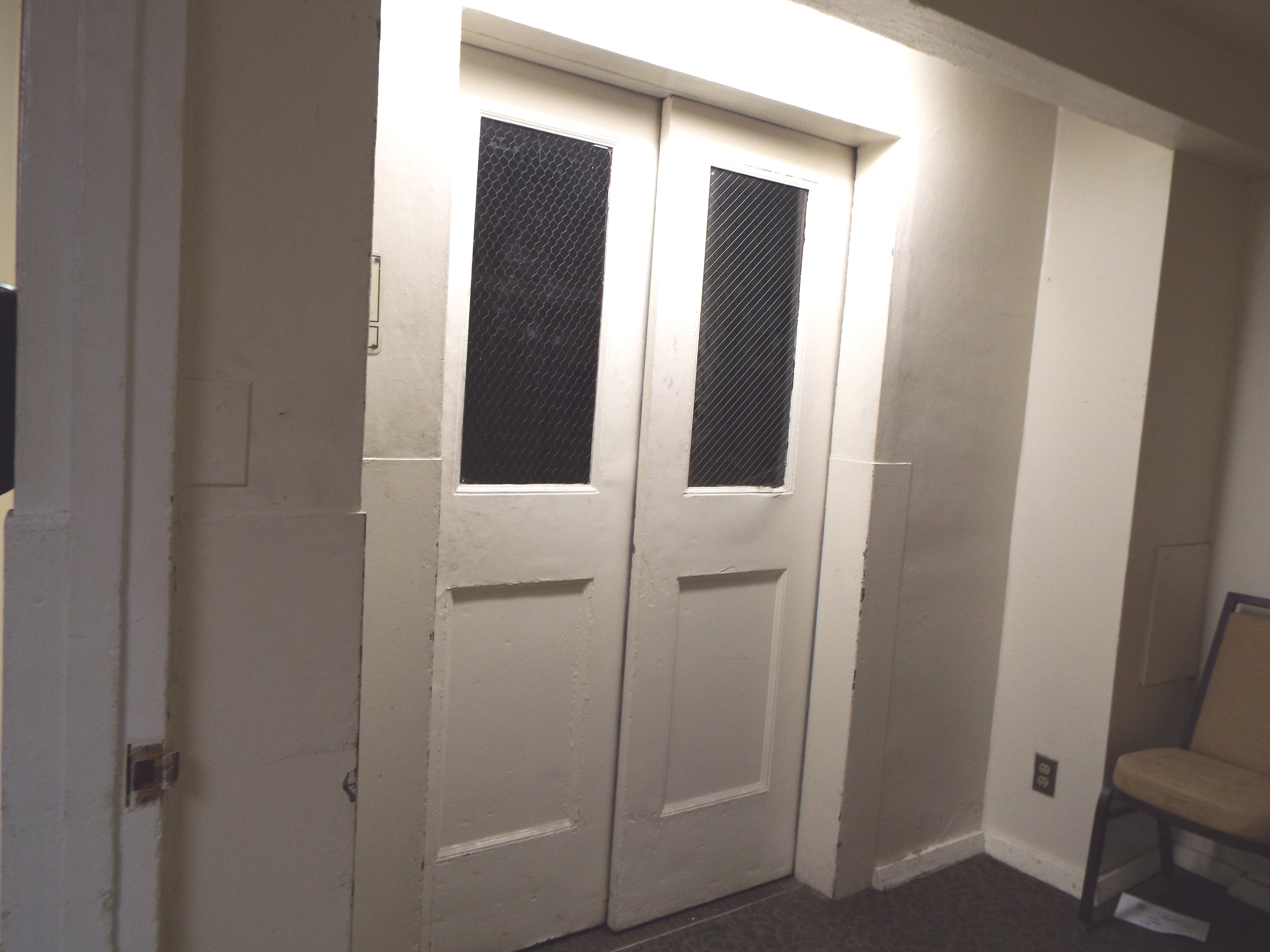
Mystery Room mira las escaleras secretas de la torre
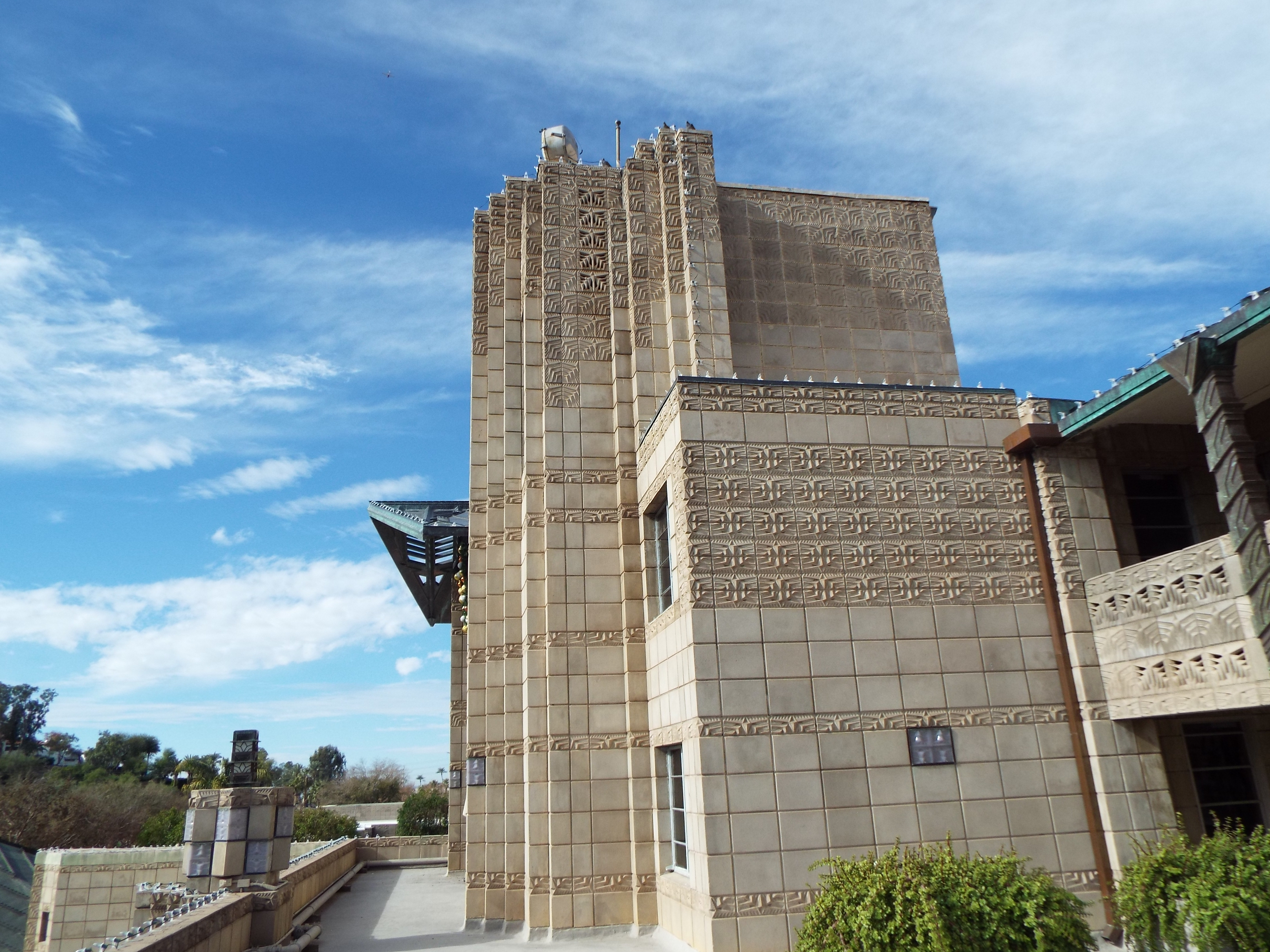
Proyector en la parte superior de la torre del hotel
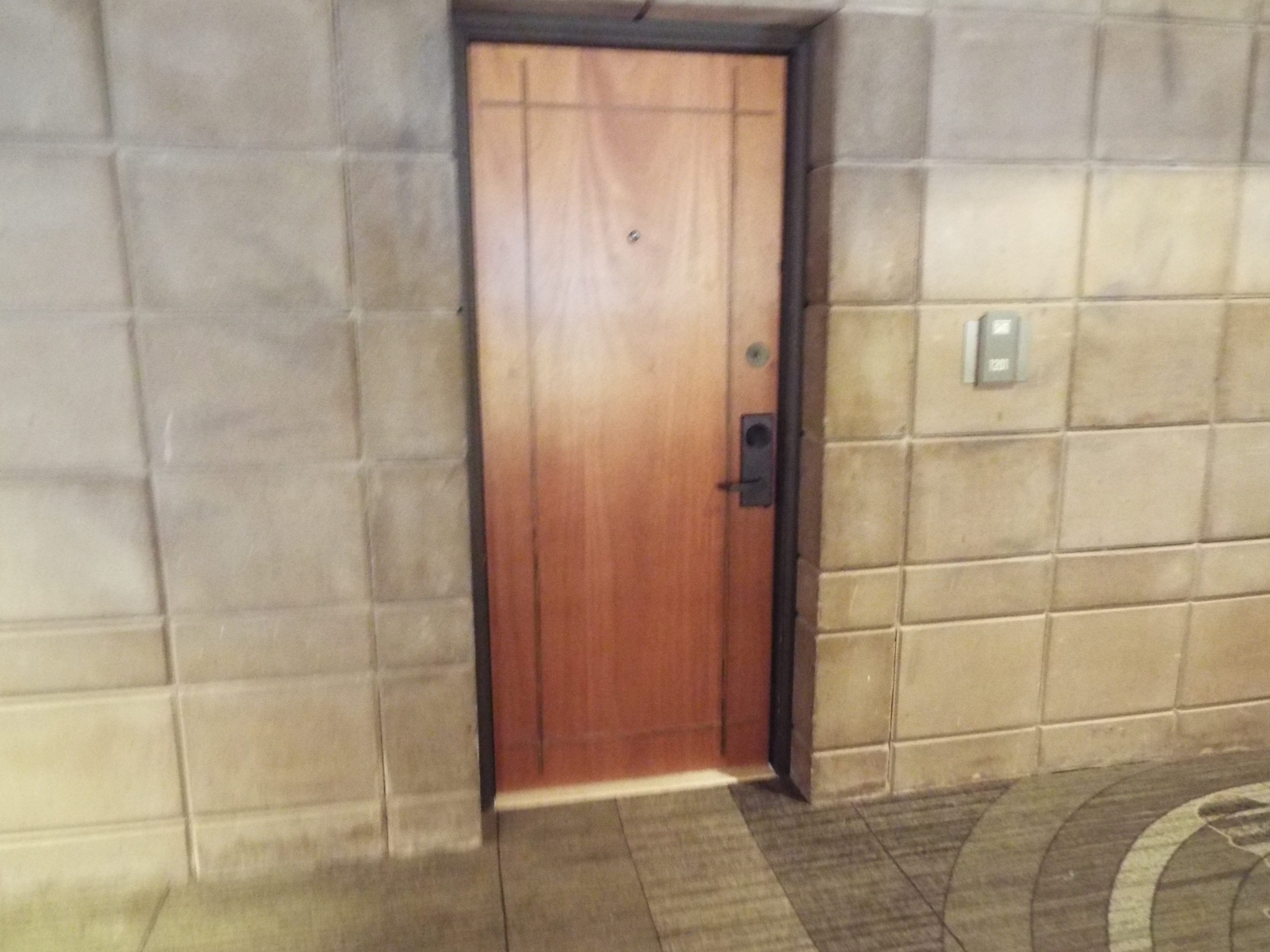
Habitación 1201, la habitación de Clark Gable.
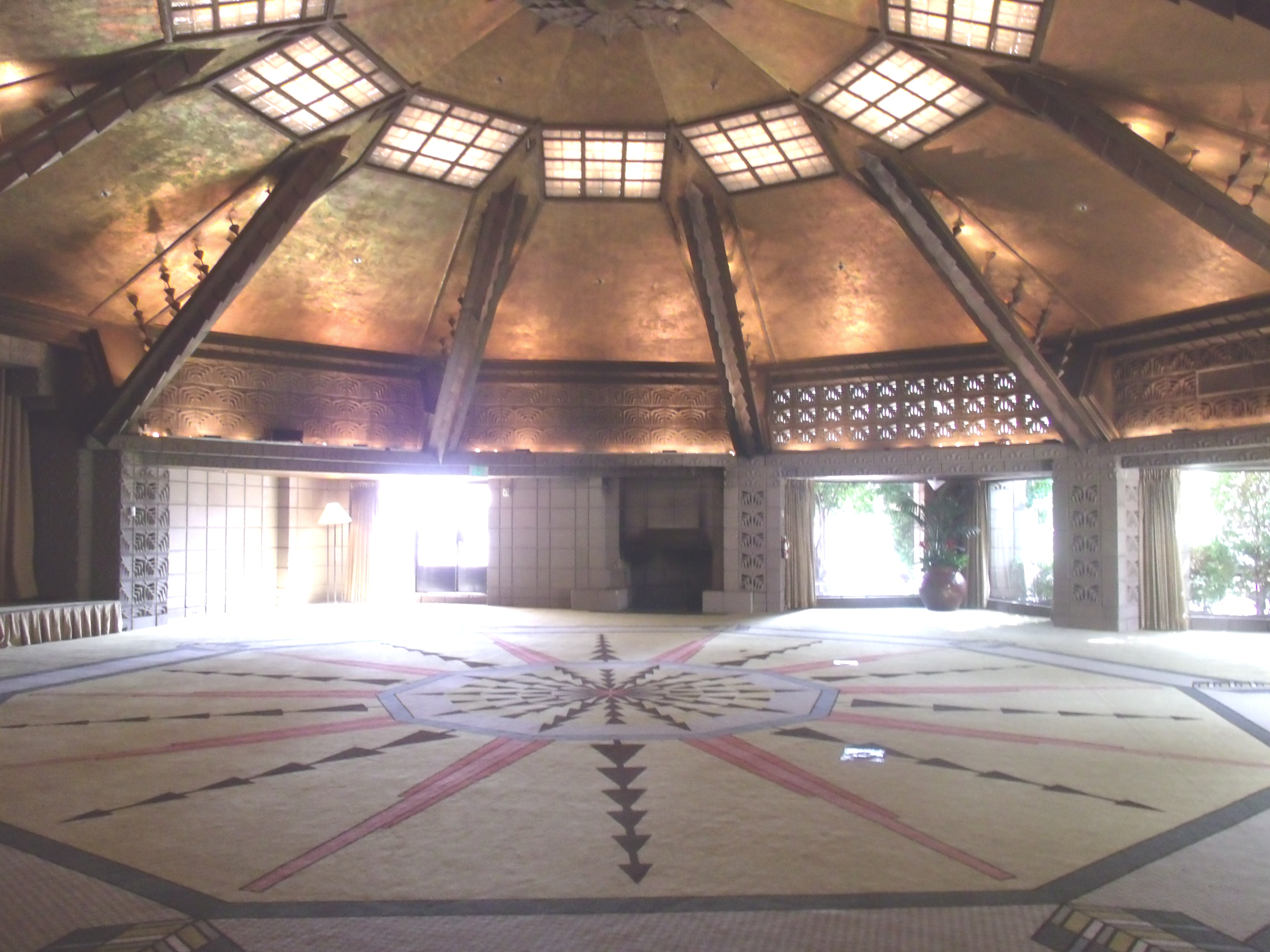
Interior del Salón Azteca.
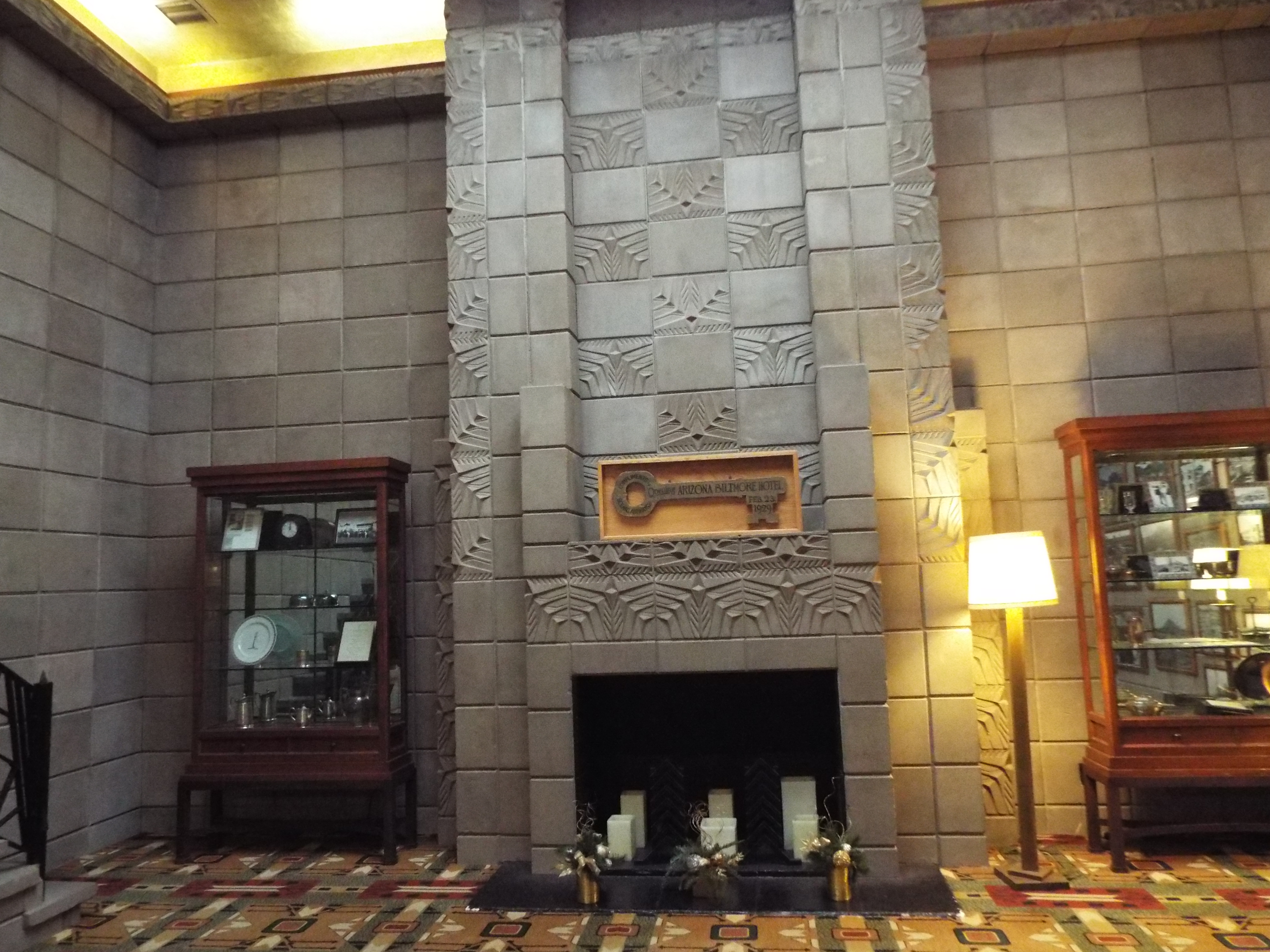
Dentro de la Sala de Historia
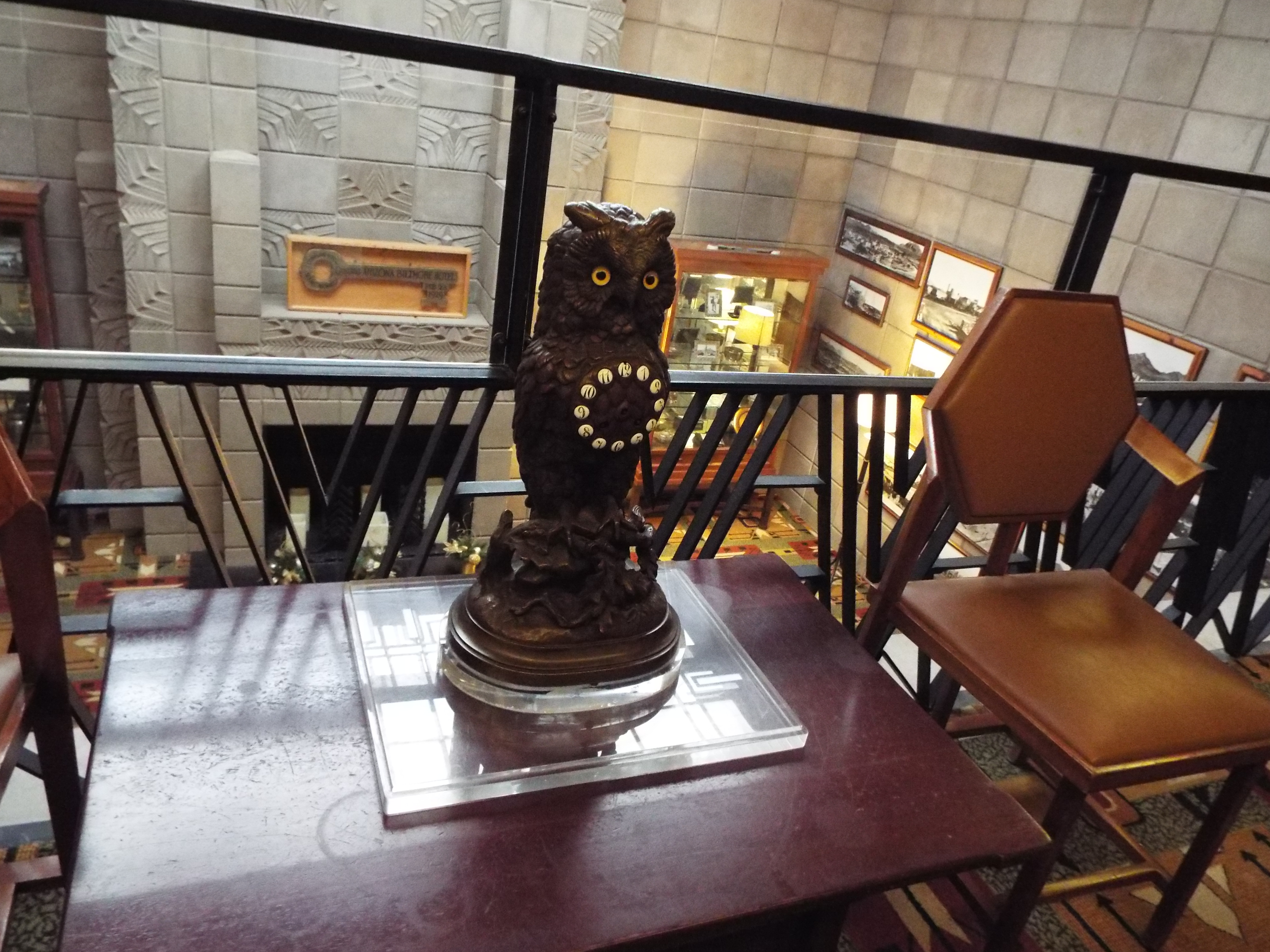
Mobiliario dentro de la Sala de Historia
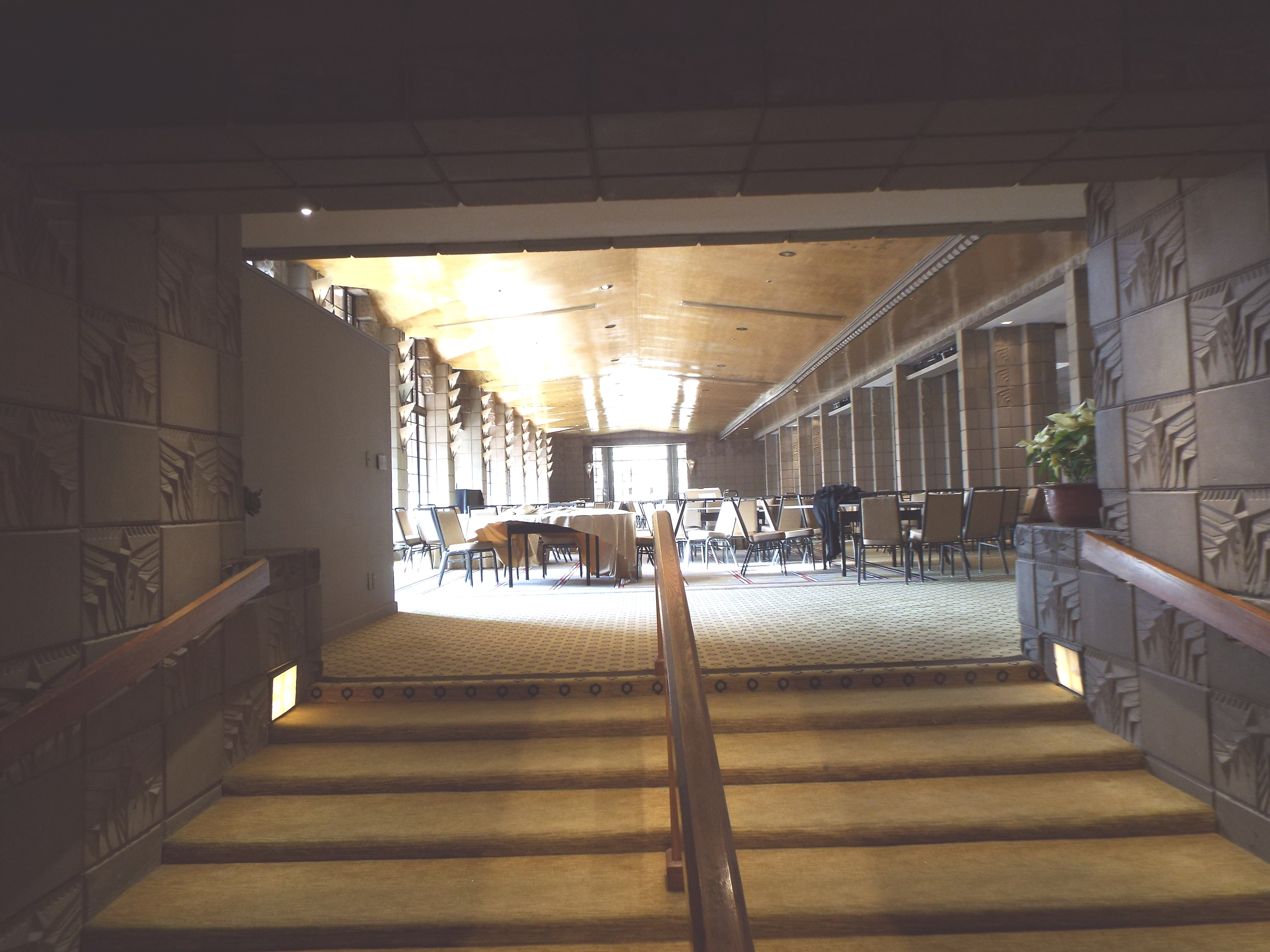
La habitación dorada
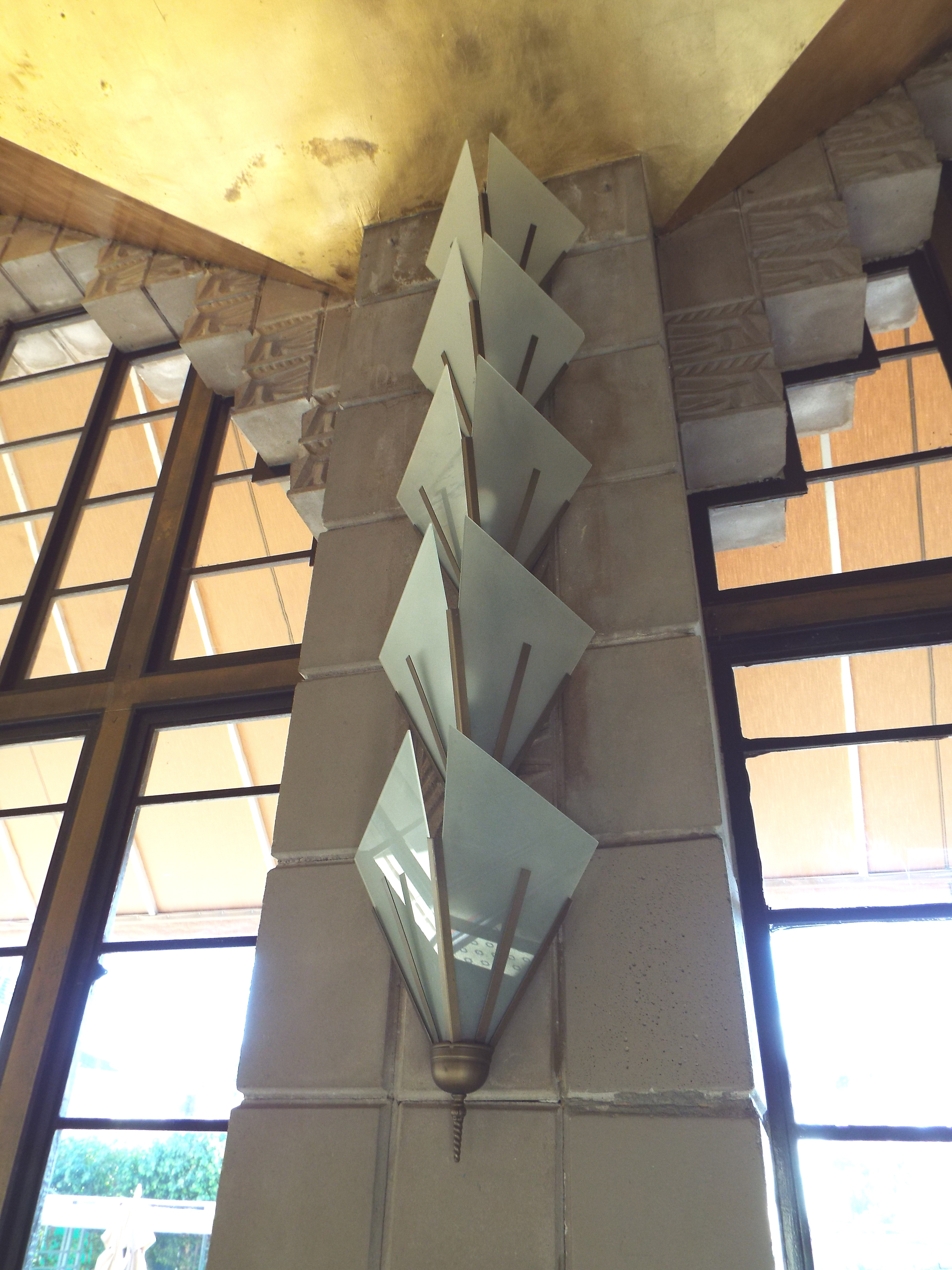
Interior Gold Room beam
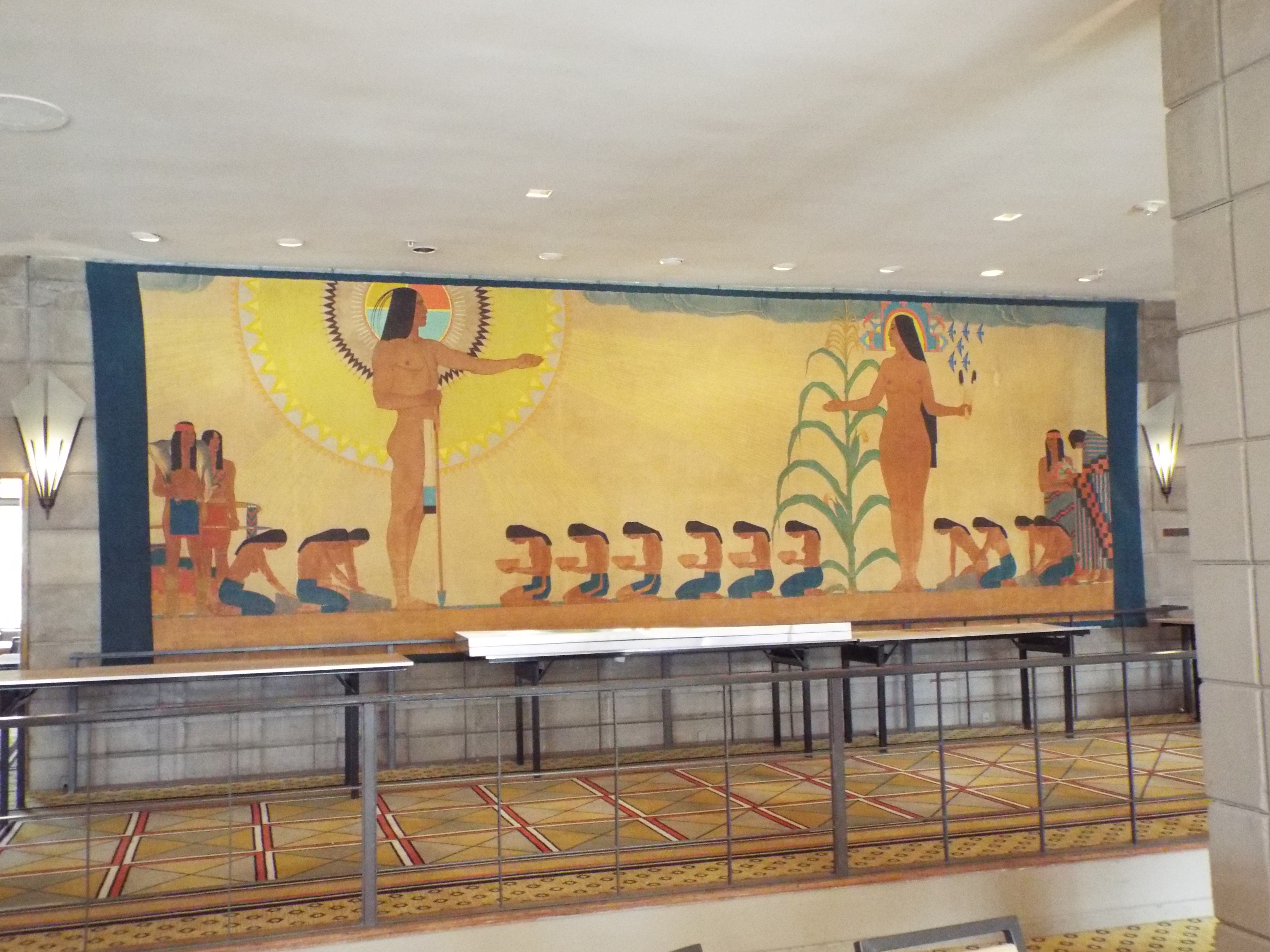
El cuadro La leyenda del sol
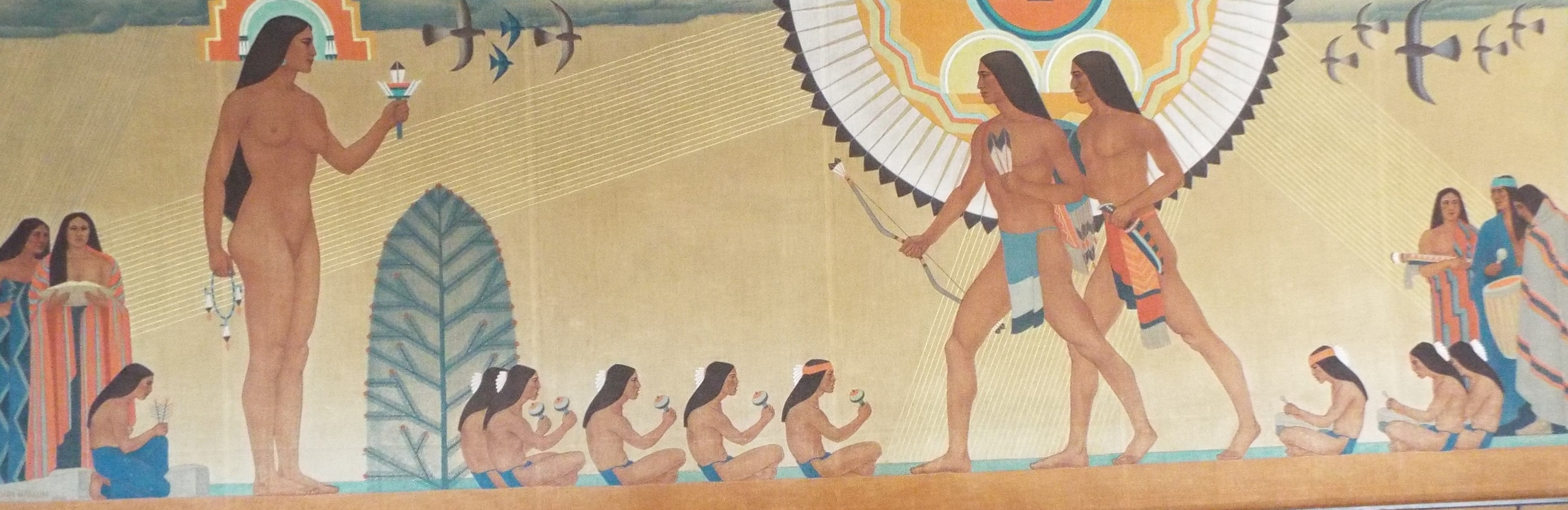
La obra Gemelos guerreros
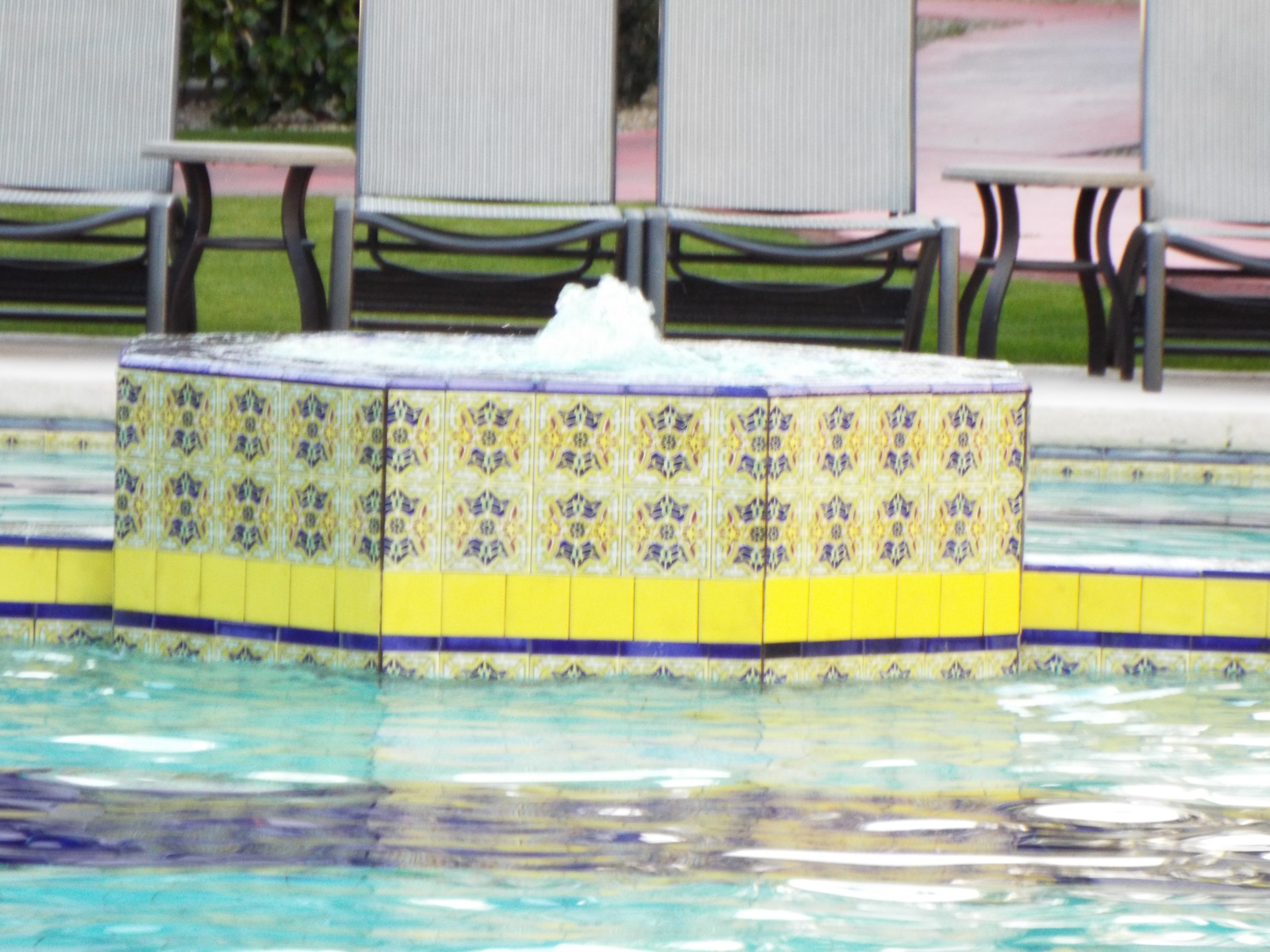
Fuente de agua de la piscina Catalina
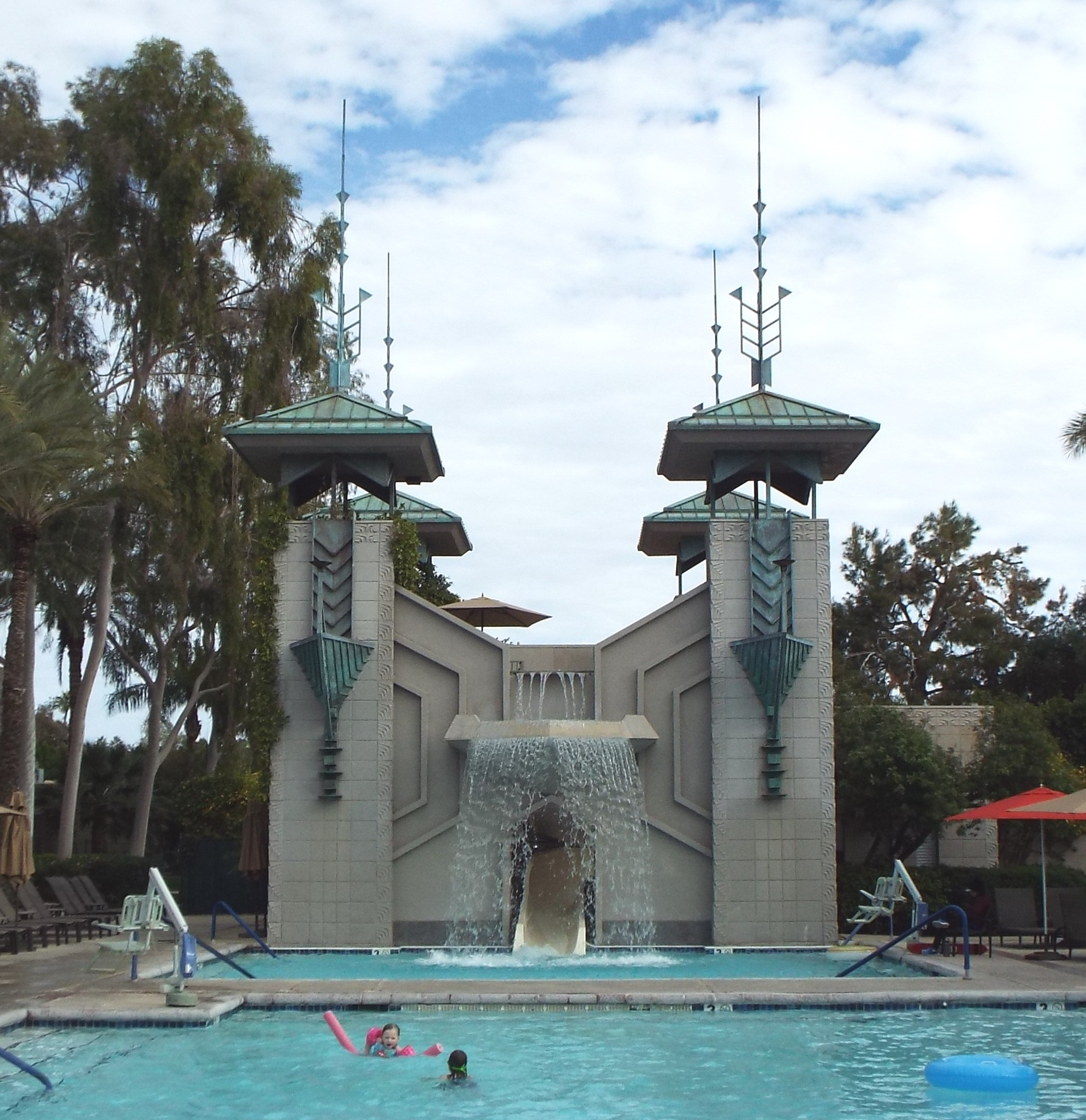
Tobogán de agua de tres pisos en la pisicina Paradise
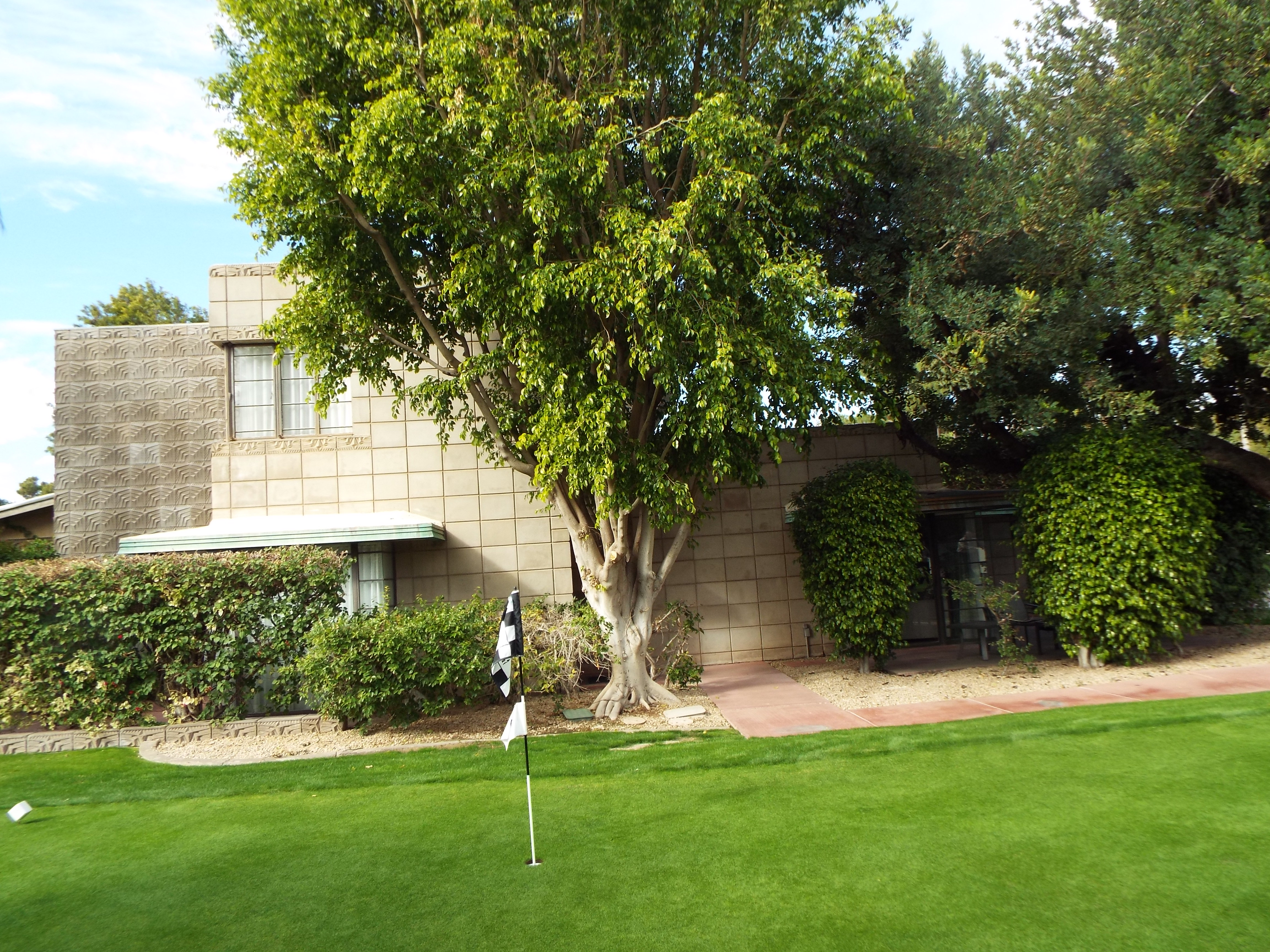
La cabaña de luna de miel de Reagan, Cottage I